# 宇宙戦艦ヤマトシリーズの登場人物一覧
宇宙戦艦ヤマトシリーズの登場人物一覧（うちゅうせんかんヤマトシリーズのとうじょうじんぶついちらん）は、「宇宙戦艦ヤマトシリーズ」に登場した人物の一覧。
TVアニメ第一作から『完結編』までの全作品とPS、PS2版のゲームに登場するヤマトクルーは第1作のみ記載する。黒字のキャラクターのみ詳細を記載、青字のキャラクターはリンク先を参照。

## 宇宙戦艦ヤマト
ナレーター
声 - 木村幌、第5話・第6話では伊武雅之

### 地球人

#### ヤマト乗組員
沖田 十三
声 - 納谷悟朗
第1話から登場。艦長。
古代 進
声 - 富山敬
第1話から登場。戦闘班長。
森 雪
声 - 麻上洋子
第1話から登場。生活班長。
島 大介
声 - 仲村秀生、第1話NG版では野村信次、『完結編』では仲村秀生とささきいさおのダブルキャスト
第1話から登場。航海班長。
真田 志郎
声 - 青野武
第3話から登場。技師長。
佐渡 酒造
声 - 永井一郎
第1話から登場。艦医。
ミーくん
第10話に登場。佐渡の飼い猫。
アナライザー
声 - 緒方賢一
第1話から登場。調査・分析ロボット。
徳川 彦左衛門
声 - 永井一郎
第3話から登場。機関長。
相原 義一
声 - 野村信次
第3話から登場。通信班長。
加藤 三郎
声 - 第3話では野村信次、第4話では池水通洋、第8話・第10話では山田俊司、第13話以降は神谷明
第3話から登場。ブラックタイガー隊隊長。
山本
声 - 野村信次、第3話では池水通洋
第4話に登場。ブラックタイガー隊員。下の名前「明」が決定するのは『2』の第5話以降である。
南部 康雄
声 - 山下敬介、第3話では緒方賢一、第13話では野村信次
第3話から登場。戦闘班員、砲術担当。
太田 健二郎
声 - 安原義人、第3話では加藤赳夫、『III』では鈴置洋孝
第3話から登場。航海班員、レーダー担当。
第11話においてデスラーからの電文受け取りの際、沖田艦長から相原と呼ばれ、本人も相原として対応をしている。
薮 助治
声 - 第10話では池水通洋、第14話・第25話では緒方賢一
第10話から登場。機関士。イスカンダル星で反乱を起こすが、地震に巻き込まれ死亡。
根本 明
声 - 安原義人
杉山 和彦
声 - 山下敬介
上記2名は第8話に登場。冥王星で、反射衛星砲を破壊するための決死隊に参加。根本が長身で面長の方で電磁バリアーに触れて死亡、杉山が丸顔で短躯の方で敵兵との銃撃戦で死亡している。
林
声 - 伊武雅之
第15話に登場。航海班所属の第二艦橋観測員。
うまいと言った雪のコーヒーのおかわりを慌てて断った太田を見て、「お前も無理して飲んでたんじゃないか？」とからかう。
藤本
声 - 安原義人
第9話・第21話に登場。工作班所属。分析室にいた左利きの人物。
石黒
第10話に登場。工作班所属。展望室で腕を組んでいた、肥満気味の眼鏡の人物。
K・新谷
声 - 木村幌
第10話に登場した艦内食堂「ヤマト亭」のコック長。生活班調理部所属。無闇に厨房へ入ろうとした沖田に「不衛生」との苦言を呈す。水色地に白い矢印の制服にコック帽とエプロンを着け、眼鏡をかけている。この制服は、第19話の沖田が開いた高級士官との夕食会でワインを給仕していた調理部の乗組員も着用している。
看護兵
声 - 野村信次
生活班医療部所属。第12話に登場した看護兵。元々小太りでおさげの看護婦として設定されており、声優も小泉栄子を予定していたが、第11話以降女性乗組員は森雪のみとしたため、看護兵に描き直された。そのため、艦橋に走る佐渡の後を宇宙服を持って追いかける場面では修正が間に合わず、胸の膨らみが描かれている。平時には戦闘班ユニフォームを着用する。
看護兵
声 - 山下敬介
生活班医療部所属。第19話に登場した佐渡酒造の助手。
通信班員
声 - 山下敬介
第19話に登場した通信班員。班長の相原とは違って、白地に黒矢印の制服を着る。

#### その他の地球人
地球防衛軍司令長官
声 - 伊武雅之
第1話から登場。藤堂平九郎の名前が決定するのは『III』以降である。
古代 守
声 - 広川太一郎
第1話から登場。進の兄。ゆきかぜ艦長として冥王星会戦に参加、未帰還となるがスターシャに救助されてイスカンダルで療養する。
島 次郎
声 - 坂田純子
第3話・第10話に登場。島大介の11歳年下の弟（『復活篇』での年齢からの逆算により判明）。声優は毎回作品ごとに異なる。
島の両親
声 - 池水通洋（父）、千々松幸子（母）
第10話に登場。大介と交信し、父は大介からちょっと痩せたと言われている。
雪の両親
声 - 青野武（父）、坪井章子（母）
第3話・第10話に登場。母は交信の際に雪に見合い写真を見せたほか、父が艦内に好きな人ができたんじゃないかと勘繰った直後に、そばにいた徳川がその人物だと早合点し、必死に止めようとする。
徳川 彦七
声 - 野村信次
第10話に登場。徳川の息子。
徳川 菊子
声 - 千々松幸子
第10話に登場。彦七の妻。
徳川 アイ子
声 - 麻上洋子
第10話に登場。彦七・菊子の娘。祖父の徳川に溺愛されている。
古代 武夫
声 - 矢田耕司
第13、14話に登場。古代守・進の父。
古代 あき子
声 - 坪井章子
第13、14話に登場。古代守・進の母。以上の2人は第13話の回想シーンに登場、2192年に古代兄弟の実家のある神奈川県三浦半島でガミラスの遊星爆弾により死亡している。そのことが、本来戦いを好まない古代進を宇宙戦士訓練学校へ入校させるきっかけとなる。
真田の姉
第18話の回想シーンに登場。真田の小学生の頃、月の遊園地でのロケットカー事故で死亡している。真田は自分の操縦ミスで姉を亡くしたことを後悔し続けている。その事故で真田自身も両手足を肘・膝から先を失い、義肢を装着している。
相原の父
声 - 安原義人
第19話に登場。ヤマト出撃後に食料を求め、暴動に参加。負傷した後、自宅で妻に看取られて死亡する。
相原の母
声 - 坪井章子
第19話に登場。夫の最期を看取った。
沖田十三の息子
徳川彦左衛門のセリフでは冥王星会戦でパトロール艦に乗船しており、同会戦で戦死したため、兄を亡くした古代に家族を失ったのは君だけではないと諭す。沖田十三の持っていた写真のみ登場。2種類存在する写真は、1枚には息子のみ（第10話）、もう1枚には沖田と彼の息子、そして女性1人の計3人が写っており（第3話・第26話）、彼女が誰であるかは本編および設定では不明である。

### ガミラス
デスラー
声 - 伊武雅之
第2話から登場。ガミラス帝国総統。
ヒス
声 - 山下敬介
第3話から登場。副総統。ヤマトと歩み寄ることをデスラーに忠告するも即座に射殺される。
シュルツ
声 - 大林丈史、第6話では加藤和夫
第3話から登場。冥王星前線基地司令。
ガンツ
声 - 緒方賢一
第4話から登場。冥王星前線基地副司令。
タラン
声 - 第11話では青野武、第21話では矢田耕司
第11話から登場。大マゼラン星雲防衛総司令。
ドメル
声 - 小林修
第13話から登場。銀河系方面軍司令（作戦司令長官）。
ゲール
声 - 阪脩
第15話から登場。銀河系方面軍副司令（ドメルの着任までは司令）。
ゲットー
声 - 永井一郎
第21、22話に登場。第1空母隊長。眉毛がなく、金髪で細面の男。ルビー戦線に配属される。
バーガー
声 - 阪脩
第21、22話に登場。第2空母隊長。紫色の髪を持ち、左頬に傷がある男。サファイア戦線に配属される。
クロイツ
声 - 佐久間勲
第21、22話に登場。第3空母隊長。茶髪で顎が角ばった男。ダイヤ戦線に配属される。
ハイデルン
声 - 矢田耕司
第21、22話に登場。戦闘空母隊長。右目に眼帯を着けた男。オメガ戦線に配属される。
美男司令
声 - 伊武雅之
第5話に登場。木星浮遊大陸基地司令。ミサイル基地を指揮し、冥王星前線基地の命令でヤマトにミサイル攻撃を加えた。その後、ヤマトの波動砲により浮遊大陸もろとも消え去る。
ヤレタラ
声 - 安原義人
第6話に登場。劇中でガミラス語を話した唯一のキャラクター。パトロール艇104号ヤレタラ艇でタイタンに立ち寄っていたヤマトの偵察に向かう。
戦車で一旦は森雪とアナライザーを追い詰めるが、アナライザーに宇宙重戦車ごと投げ飛ばされる。そのあと、合流してきた古代進たちを「ツバクカンサルマ」（ガミラス語で「向こうの戦車に乗れ」）と言いながら追い詰めて捕虜にしようとしたが、結局偶然落ちていたコスモガンで古代進に射殺される。
ガミラス戦闘機パイロット
声 - 山下敬介
第13話に登場。戦闘中、自機のガミラス戦闘機と共にヤマトに拿捕されたガミラス兵の青年。この兵士を拿捕したことにより、ガミラス人と地球人が、肌の色以外は何も変わらないということをヤマト乗組員が知ることになる。両親の最期を思い出し、我を忘れた古代進が兵士を刺そうとするが、ギリギリのところで思いとどまる。その際に落としたナイフで自決しようとするが、古代に命の大切さを諭され殴られながら止められる。その後、艦内で尋問されるが、末端の兵士から得られる情報は少なく、沖田の指示により数日分の食料とともに戦闘機ごと解放される。別れ際、古代から食料を渡された際に、彼に対して笑みを浮かべている。解放後の消息は不明。
タックス徴税官
声 - 伊武雅之
第16話に登場。惑星タックス部第8支局事務官で、ビーメラ星よりのローヤルゼリー（実際はビーメラ星人をすり潰して抽出した液体だが、ヤマトの劇中では、そう呼ばれている）の徴収を担当。
第1空母隊員
声 - 神谷明
第3空母隊員
声 - 緒方賢一
戦闘空母隊員
声 - 山下敬介
上記の3人は第21話のガミラス本星に着陸するシーンで登場。
下品なガミラス武将
声 - 安原義人
第11話に登場。対ヤマト作戦説明中、デスラーのジョークに、空気を読まずに高笑いした挙げ句に駄洒落を言ったため、デスラーによりスイッチで床下へ落とされ、「ガミラスに下品な男は不要だ」と吐き捨てられた。
リメイク版では「ドーテム・ゲルヒン」と名前が設定。
イローゼ
設定画およびひおあきら版漫画にのみ登場。デスラーの身の回りを世話する絶世の美女らによる侍女の1人で、七色星団の攻防戦でドリルミサイルからヤマトに乗り込んでゲリラ活動を行う予定だった。設定画では、同デザインの青系（第7話）と黒系（第21話）のワンピースでミニスカートのユニフォームを着ていた。他の侍女らと共にヒス副総統を見下す態度を取るなど、気位の高さが窺える。
後年、松本はイローゼと同名の人物を『銀河鉄道999』に登場させている。

### イスカンダル
スターシャ
声 - 平井道子
イスカンダルの女王。松本零士の原案での表記は「スターシァ」。
サーシャ
スターシャの妹。松本零士の原案での表記は「サーシァ」。

### その他
ビーメラ星女王
声 - 北浜晴子
第16話に登場。ビーメラ星を治める女王。ビーメラ星人の一般市民の肉体から抽出した液体を「ローヤルゼリー」と称してガミラスへ500日ごとに献上し、ガミラスの威を借りて星を支配している。そのため、一般市民からは反感を買っている。
ビーメラ星人は言葉をたどたどしく話す。女王もその例外ではない上に通信機をうまく使えないため、通信相手のタックス徴税官には小言を言われている。
ビーメラ星長老
声 - 安原義人
第16話に登場。ガミラスの傀儡となった女王に対して反乱を起こした集団の長。女王の失脚と対ガミラスを掲げた。女王を脅し、野砲型光線砲でガミラスのタンカー・ロケットを撃ち落とさせようとするが、女王の思惑により野砲で射殺される。
キャプテンハーロック
漫画版や豊田有恒・石津嵐による小説版、ひおあきらによる漫画版にのみ登場。アニメ版でも登場予定だったが、放送回数の短縮により登場しなかった。その正体は古代進の兄、古代守である。
メラ
松本零士作『永遠のジュラ編』に登場。デスラーの夫人であるが、ガミラス星人ではなく、サイレン人。「心が優しくていい女」とデスラーに評されているが、相手の心理を読み強力な幻覚を万光年単位の範囲で送り込む強力な超能力を持っている。地球とガミラスの戦争当時、デスラーがスターシャに心惹かれていることに気付き、夫婦喧嘩の末に辺境のサイレン星で幽閉に近い形で別居中である。ヤマトとの接触を危険視したデスラーが（罪悪感を見せつつも）パトロール隊に抹殺指示を出すが、パトロール隊はヤマトの波動砲で全滅し、メラはヤマトとの接触前に自殺する。
ジュラ
声 - 井上喜久子（PSゲーム版）
松本零士作『永遠のジュラ編』に登場。デスラーとメラの長女で母から読心能力と幻覚発生能力を受け継いでおり、母と共にサイレン星に幽閉されている。デスラーのことを尊敬しており、彼も連絡の時には父らしい気遣いを見せている。母の死後、ヤマトから譲られた設計図から作ったイスカンダル式の波動エンジン搭載船で宇宙を放浪していたが、ガミラス星の崩壊を知り、父と恩義のあるヤマトのどちらに加勢するか決心を付けられない状況ながらもデスラーを追うが、追いついた時には跳ね返されたデスラー砲によりデスラー艦が撃破された後であった。

## さらば宇宙戦艦ヤマト 愛の戦士たち
ナレーター
声 - 広川太一郎

### 地球人（映画 第2作）

#### ヤマト乗組員（映画 第2作）
土方
声 - 木村幌
2代目艦長。
徳川 彦左衛門
声 - 永井一郎
加藤 三郎
声 - 神谷明
山本
声 - 曽我部和行
斉藤 始
声 - ささきいさお
地球防衛軍空間騎兵隊第1機甲師団中隊長。
鶴見 二郎
声 - 緒方賢一
戦闘班コスモタイガーチーム所属。元月面第3航空隊所属。劇中での登場は少なかった。
一部資料では、加藤を慕ってついてきた新乗組員とされている。
公式ファンクラブ会報Q&Aコーナーでは「テレザート星攻防戦で死亡した」とされていた。

#### その他の地球人（映画 第2作）
地球防衛軍司令長官
声 - 伊武雅之
大統領
声 - 梶哲也
地球連邦初代大統領。アンドロメダの進宙式で挨拶をし、「地球は永遠に宇宙の平和を守るリーダーである」と宣言した。
政治家A
声 - 峰恵研
政治家B
声 - 村越伊知郎
政治家C
声 - 安原義人
上記3名は、白色彗星および宇宙からの謎のメッセージに関する防衛会議に登場し、軍を動かすことを却下する。情報が謎のメッセージのみと不確かすぎることを理由としたが、そもそも最初からメッセージを全く相手にしておらず、「人騒がせな話」と一笑に付している。
参謀総長
声 - 阪脩
白色彗星および宇宙からの謎のメッセージに関する防衛会議に登場。地球防衛軍の戦力を過信しており、彗星の1つや2つ簡単に破壊して見せると言い切る。
会議での政治家の態度の悪さを真っ向から批判した古代に対し、オブザーバーに防衛会議を批判する権利はないと怒鳴った。
参謀
声 - 辻村真人
無断発進しようとするヤマト乗組員に対し、長官命令として退艦命令を出す。
科学局長
声 - 矢田耕司
アンドロメダ艦長
声 - 辻村真人
アンドロメダ副官
声 - 島英司
沖田 十三
声 - 納谷悟朗
地球市民
地球艦隊全滅の絶望感の中で、「そうだ、我々にはまだヤマトがあるぞ」と皆にヤマトの存在を思い出させた人物。

### 白色彗星帝国（映画 第2作）
ズォーダー
声 - 小林修
白色彗星帝国大帝。
サーベラー
声 - 小宮和枝
総参謀長。
ゲーニッツ
声 - 村越伊知郎
遊動艦隊司令長官。
ラーゼラー
声 - 曽我部和行
宣伝軍事総議長。
バルゼー
声 - 大塚周夫
第6遊動機動艦隊司令。階級は提督。
ゴーランド
声 - 阪脩
テレザート星防衛艦隊司令。階級は提督。
ザバイバル
声 - 富田耕生
突撃格闘兵団ヘルサーバー指揮官。階級は中将。
ミル
声 - 市川治
監視艦隊司令。

### ガミラス（映画 第2作）
デスラー
声 - 伊武雅之
タラン
声 - 矢田耕司

### テレザート（映画 第2作）
テレサ
声 - 上田みゆき

## 宇宙戦艦ヤマト2
※各回末尾のクレジットは出演者全員を網羅しておらず、大統領役の梶、無名役で出演した田中崇（現・銀河万丈）や千葉繁の名前が出ない、長官役の伊武雅之（現・雅刀）さえ無表記登板の回があるなど、不完全である。
ナレーター
声 - 木村幌

### 地球人（TVアニメ 第2作）

#### ヤマト乗組員（TVアニメ 第2作）
徳川 彦左衛門
声 - 永井一郎
第2話から登場。
加藤 三郎
声 - 神谷明
第5話から登場。
山本 明
声 - 曽我部和行
第5話から登場。
斉藤 始
声 - ささきいさお
第6話から登場。地球防衛軍空間騎兵隊第11番惑星派遣隊隊長。
藤堂 兵吾
声 - 小島敏彦
第6話から登場。地球防衛軍空間騎兵隊第11番惑星派遣隊副隊長。
新米 俵太
声 - 三ツ矢雄二
第10話から登場。工作班所属の新乗組員。劇中での先輩班員からの呼び名は「しんまい」。小柄な体格に太い眉と眼鏡が特徴。亡き祖母を今でも大事に思っており、身だしなみを整える際などに彼女の遺言をよく引用している。
当初は誰からも「あらこめ」と呼んでもらえず、姓を読み替えた「しんまい」と呼ばれ、ふて腐れていた。しかし、ヤマトが空洞惑星内に磁力線で捕らわれた際、困っている真田に対して冗談半分ながらも「波動砲発射の反動を利用する」と、波動砲を撃つ時に艦の制御を保つ重力アンカーを解除するヒントを図らず与えるなどの活躍を見せる。
都市帝国戦では、敵艦載機発進口位置を探索中に直撃弾を受けて瀕死の重傷を負い、発進口の位置を報告して絶命。強い使命感と壮絶な死に際には、冷静な真田も思わず絶叫した。新米が自らの命と引き換えにもたらした観測データにより、それからまもなく都市帝国はヤマト戦闘員に突入され、陥落することとなる。
なお、初登場時から死後まで一貫して呼び名は「しんまい」のままだったが、第24話で1回だけ「あらこめ」と呼ばれたことがある。
『2』の原典である劇場版『さらば』には登場せず、『2』の制作時に作品初見の視聴者への解説役として設定された。モデルは同作で助監督を務めた棚橋一徳。
ゲーム版
PS版『さらば宇宙戦艦ヤマト 愛の戦士たち』に登場。容貌は他キャラクターと同様に松本零士の漫画版がベースとなっており、アニメ版とは大きく異なっている。当初はヤマトのドックの整備士兼清掃員であったが、ヤマトを無断で発進させる古代たちの話を聞き、自らも志願してヤマトに乗ることになる。レーダーを少し扱えるため、不在の雪に代わってレーダーの監視手を担当していたが、慣れないせいで失敗ばかりして敵の発見が遅れることが多々あった。雪の復帰後、観察力や分析力に長けていることを真田に見出されて「技術屋タイプだ」と言われ、技術班へ異動となった。

鶴見 二郎
声 - 千葉繁
第5話に登場。月面基地航空隊所属。加藤・山本らと共にヤマトに合流する。
山田 安彦
声 - 納谷六朗
第9話でメーザーの尋問を施した人物。生活班特殊医療科所属。
使命のためなら非情にも徹する人物で、尋問の際に少しでも多くの情報を入手するため、電気ショックや自白剤の投与も辞さなかったが、古代によって制止される。
レーダー長
声 - 西村知道
第1話に登場。ヤマトが太陽系外周の警備任務を担当していた頃のレーダー長。
突如出現したデスバテーターを全く捕捉できず、古代に叱責された。地球帰還後の動向は不明。

#### その他の地球人（TVアニメ 第2作）
土方 竜
声 - 木村幌
第1話から登場。地球連邦宇宙軍連合艦隊司令長官。アンドロメダ艦長。
アンドロメダ副官
声 - 嶋俊介
第5話から登場。土方の副官で、アンドロメダの副長。頭がやや固いが、土方の命令を忠実に守る人物。
都市帝国からの大型ミサイル攻撃を受け、土方よりも先に死亡する。
大統領
声 - 梶哲也
第20話から登場。地球連邦大統領。白色彗星帝国の無条件降伏勧告に対して、和平を申し入れるよう指示したが、月を半壊させるという形で拒否され、無条件降伏を受け入れる。全権大使として出発する首相に対し、「くれぐれ地球人としての誇りを捨てず、大役を果たしてもらいたい」と言った。
首相
声 - 矢田耕司
第15話から登場。白色彗星帝国への無条件降伏を受け入れた後、全権大使として調印のために都市帝国へ向かう。
到着直前にヤマトからの都市帝国攻撃の知らせを受けた際には制止しようとしたが、防衛軍司令長官の指示により都市帝国に着く前に引き返すことになる。
政治家A
声 - 峰恵研
政治家B
声 - 村越伊知郎
参謀総長
声 - 阪脩
参謀
声 - 辻村真人
第2話から登場。司令長官の副官的位置にいる人物。容貌は『さらば』のゲーニッツに似ている。長官に比べると幾分か頭の固い人物で、ヤマトの独断発進をあらゆる手段で阻止しようとする。ヤマトの煙突ミサイルを時代遅れと評する。
ゲーム版では参謀総長と同一人物となっており、容貌は参謀総長寄りに大きく変更されている。終盤で改心し、ヤマトに地球の未来を託す。
倉田博士
声 - 緒方賢一
第10話に登場。地球連邦中央天文台の総責任者。白色彗星の接近を知り、地球防衛軍と対策を講じたため、娘・桃代の結婚式を欠席する。
倉田 桃代
声 - 潘恵子
第10話に登場。倉田博士の娘。結婚を控えており、父に式への出席を願ったが、博士が欠席したためにその願いは叶えられなかった。桃代は拗ねた態度を見せたが、本心では父の深刻さを察して理解している。
白色彗星帝国の襲来に備え宇宙航路を全て封鎖されたため、新婚旅行にも行けなかった。
島 次郎
声 - 小原乃梨子
第3話から登場。家に帰った際、兄の大介が家にいることに驚き、クビになったのかと心配する。ヤマトが発進した後、大介がヤマトに乗っていったことを察している。
終盤では、逃げ惑う人々の波に巻き込まれそうになった少女を助けており、頼りになる一面を見せている。ヤマトが都市帝国への最後の反撃に向かうのを見た際には、「もう地球を救えるのは兄ちゃんたちしかいないんだ」と勝利を願った。
地球防衛軍司令長官
声 - 伊武雅之
ヒペリオン艦隊司令
声 - 緒方賢一
第21話に登場。サングラスをかけた初老の男性。ヒペリオン艦隊旗艦に乗艦し、バルゼー艦隊に先制攻撃を仕掛けるも、第2艦隊の大戦艦の衝撃砲で戦死する。
科学局員A
声 - 小宮孝泰
科学局員C
声 - 井口成人
アンドロコインダー
声 - 高島雅羅
第1、2話に登場。地球防衛軍中央病院が保有する看護ロボット。同僚にアナライザーがいるが、医療行為に関してはコインダーの方が役立っていた模様。ポータブル発電機を備えており、停電時などでの電源としても役に立つ。

### 白色彗星帝国（TVアニメ 第2作）
ズォーダー
声 - 小林修
第1話から登場。白色彗星帝国大帝。
サーベラー
声 - 小原乃梨子
第1話から登場。帝国支配庁長官。総参謀長。
ゲーニッツ
声 - 村越伊知郎
第1話から登場。遊動艦隊司令。
ラーゼラー
声 - 曽我部和行
第1話から登場。帝国支配省・軍事総議長。
バルゼー
声 - 大塚周夫
第1話から登場。帝国第1機動艦隊総司令。階級は提督。
ゴーランド
声 - 飯塚昭三
第8話から第10話に登場。ミサイル迎撃艦隊司令。階級は提督。
ゴーランドの副官
声 - 岡田道郎
第8話から第10話に登場。ヤマトを軽視する発言をしていた。ゴーランドと共に戦死する。
ザバイバル
声 - 富田耕生
第1話から第14話に登場。突撃格闘兵団ヘルサーバー指揮官。階級は中将。
ザバイバルの副官
声 - 黒部鉄
第13話に登場。テレザート星に空間騎兵隊が降下したことをザバイバルに報告する。
ミル
声 - 市川治
第10話から第13話に登場。帝国保安・警察局監視官。
コズモダート・ナスカ
声 - 石丸博也
第1話から第6話に登場。バルゼー配下の強行軍偵察空母艦隊司令の提督。旗艦の高速中型空母に座乗し、侵略の先兵として地球へ様々な攻撃や破壊工作を行い、それで得られた情報を帝国へ報告している。
地球へ帰還途中の太陽系外周第3艦隊を襲撃し、ヤマトも含めて地球艦隊が満足に応戦できなかったことから彼らを「弱小」と侮り、自軍の戦闘力を過信する。また、金星のエネルギー基地へ破壊工作を行い、地球全土や太陽系の各惑星の地球防衛軍基地を停電させ、混乱に至らしめている。
本星の侵攻に先んじて太陽系の第11番惑星へ前線基地を設置するため、奇襲攻撃で地球側基地を全滅寸前まで追い込む。まもなく、救援にやってきたヤマトと再度対峙するが、改修によって強化されたヤマトの長距離攻撃によって艦隊を壊滅させられる。その光景に恐れをなしたナスカは、友軍を置き去りにして逃走した後、恥も外聞も捨ててデスラーにズォーダーへの執り成しを要請するも、デスラーは取り合わなかった。
やがて、2隻の潜宙艦で起死回生の戦いを挑むが、ヤマトの機雷とコスモタイガーIIの攻撃によって2隻とも撃沈され、戦死する。潜宙艦内での姿は描かれなかったため、存在は潜宙艦の撃沈後にラーゼラーが発した「ナスカ艦隊が全滅しました」というセリフでのみうかがえるものとなっている。
ヤマトシリーズに登場する異星人には珍しく、姓もしくはミドルネームとうかがえる名前を持つが、理由は不明。劇中では単に「ナスカ司令」と呼称されている。なお、『さらば』には登場しないが、サーベラーが初登場する際にナスカの存在を語っている。
ゲーム版
PS版『さらば宇宙戦艦ヤマト 愛の戦士たち』に登場。初登場のタイミングは異なるが基本設定は『2』と同様。座乗する高速中型空母には「エウレカ」という名称が設定された。なお、『2』が初登場であるため、服装のデザインなどは『さらば』準拠となっている彗星帝国陣営で唯一『2』準拠となっており、袖やブーツなどの細部を『さらば』寄りにアレンジしている。
第11番惑星の戦闘で敗走した後、プロキオン宙域にある惑星「ソーサナー」にヤマトをおびき出し、空間魚雷でヤマトの波動エンジンを損傷させ、ソーサナーの重力井戸で身動きの取れなくなったヤマトを潜宙艦隊で仕留めようと目論むが、逆に艦隊を全滅させられて敗北し、不用意なワープによる戦線離脱を計る。そのためにソーサナーの重力井戸に陥り、自滅してしまった。

メーザー
声 - 西川幾雄
第9話に登場。ゴーランド前衛艦隊機動工作班員。ヤマトの捕虜となるも尋問に耐えて脱出し、ヤマトをデストール隊まで誘導するが、帰艦を拒否される。その後、ヤマトからの「"戦士"として迎えたい」との勧告を拒否し、ヤマトへ特攻して死亡した。ヤマト側の言葉に思うところがあったらしく、ヤマトには正面からでなく、わざわざ装甲の厚い側面に回り込んで突っ込んだ。
搭乗機体の他の乗員も当初は捕虜にされる予定だったが、殺された仲間の仇を討たんとする斉藤が操縦するコスモタイガーの攻撃によって鹵獲前に戦死する。
なお、佐渡の前でメーザーが歌っている歌は、ロシア民謡「カチューシャ」の逆再生である。
デストール
声 - 池田勝
第9話に登場。ゴーランド前衛艦隊第2機動ミサイル艦隊指揮官で、メーザーの上官。ヤマトより脱出してきたメーザーの帰艦を「彗星帝国は捕虜になった人間を受け入れるほど甘くない」と言って拒否した。味方に見捨てられたメーザーの弔い合戦に燃えるヤマトの攻撃により、戦死する。
ゲルン
声 - 羽佐間道夫
第20話に登場。バルゼー総司令率いる第1機動艦隊（シリウス・プロキオン方面軍）の、プロキオン方面に駐留する空母部隊の指揮官。階級は提督。
旗艦である超大型空母に座乗し、土星空域で地球防衛軍連合艦隊との戦闘に臨む。バルゼーの本隊が連合艦隊と接触する前に多数の艦載機による先制攻撃を企図したが、艦載機の発進直前にヤマトを旗艦とする臨時編成の機動部隊の艦載機から奇襲を受け、空母が次々と爆沈していく。奇襲を受けたことをバルゼーに報告するが、救援は来なかった。何の働きもできないまま敗北を迎えた無念を悔いながら自決した直後、旗艦は爆沈する。その後、残存の空母はヤマトの砲撃などにより全艦が撃沈され、地球攻略部隊は重要な艦載機戦力を喪失した。
医師
声 - 柴田秀勝
第11話に登場。回収したデスラーに蘇生処置を施した医師。治療は完璧に行ったが、生き返るかどうかはデスラーの意志自体によると判断する。
第11番惑星兵站基地司令
声 - 藤城裕士
第19話に登場。第11番惑星探査のために上空に待機していたヤマトに対して最初は様子見をしていたが、斉藤達の帰還のためにヤマトが降下した際、基地の存在に気づかれたと勘違いし、兵站基地のミサイル攻撃と多数の大戦艦・駆逐艦から成る第25戦闘艦隊で挟み撃ちにしようとするが、波動砲により兵站基地もろとも消え去った。
偵察艇ビーダス兵長
声 - 緒方賢一
第19話に登場。大型長距離艦上戦略偵察機に搭乗し、偵察行動で土星軌道に到達したところを、偶然ワープアウトしたヤマトに後方から追突されて戦死する。

### ガミラス（TVアニメ 第2作）
デスラー
声 - 伊武雅之
第1話から登場。ガミラス帝国総統。
タラン
声 - 矢田耕司
第2話から登場。デスラーの副官。
バンデベル
声 - 柴田秀勝
第11話、第12話に登場。小マゼラン方面軍に所属する将軍。七三分けの髪形に顎鬚が特徴。戦闘空母に乗艦している。
宿敵ヤマトに復活と復讐の挨拶をしたデスラーから、宇宙ホタルに偽装した金属腐食性バクテリアを用いてヤマト内部の破壊を目論む作戦の実行を任される。バクテリアによって艦内の重力発生装置を破壊されたことで乗組員の活動にも支障をきたして戦闘機能が麻痺したヤマトへ、航空部隊による攻撃を敢行して窮地に追い込むが、宇宙ホタルの処理を怠ったせいで、ヤマトへ止めを刺す前に自艦も戦闘不能に陥ってしまう。そこへ、重力発生装置を修復して辛くも戦闘機能を復旧したヤマトの主砲斉射を受ける。奇跡的に轟沈を免れた戦闘空母で命からがら離脱し、デスラー艦へ帰還したバンデベルはデスラーに弁明するものの、あまりにも初歩的なミスでの失敗に怒りの収まらない彼によって、その場で射殺された。
バレルド・アクション
声 - 峰恵研（第3話）、緒方賢一（第18話）
第3話、第18話に登場。大マゼラン星雲パーシバル戦区を担当する将軍。初期設定名はグラーフ・シュパー。キャラクターデザインは、『III』のグスタフへ流用されている。
第18話で、白色彗星帝国に監禁されていたデスラーを救出するためにノムドラムとともに艦隊を率いて出撃し、タランとともに脱出してきたデスラーを保護する。
マイセル・ノムドラム
声 - 緒方賢一（第3話）、不明（第18話）
第3話、第18話に登場。ガルク戦区担当。初期設定名はワルトハイム。キャラクターデザインは、『III』のヘルマイヤーへ流用されている。
シー・フラーゲ
声 - 安原義人
第3話に登場。突撃水雷戦隊司令。隻眼。初期設定名はフランケン。『III』で登場するフラーケンは、フランケンをベースに考案された。
ダス・ルーゲンス
声 - 林一夫
第3話に登場。ワルゴニア星域守備隊司令。初期設定名はユルゲンス。
以上の4人は、第3話でデスラーのもとへ集結した「ガミラス4将軍」として当時の雑誌で取り上げられていたが、劇中で活躍する機会はほとんどなかった。『新たなる旅立ち』でも、デスラー戦闘空母に乗艦して登場する。

### テレザート（TVアニメ 第2作）
テレサ
声 - 岡本茉利

## 宇宙戦艦ヤマト 新たなる旅立ち
ナレーター
声 - 木村幌

### 地球人（TVスペシャル）

#### ヤマト乗組員（TVスペシャル）
徳川 太助
声 - 古谷徹
新乗組員。機関部員。
北野 哲
声 - 井上真樹夫
宇宙戦士訓練学校を首席で卒業し、航海班に配属され、新乗組員で唯一の第一艦橋勤務となる。容姿は天然ウェーブの髪型に浅黒い肌、優等生らしい端正さを持ち、班長の島と共通項が見受けられる。発進時には緊張のあまり操縦桿を引けなかったり、戦闘演習時には主砲でコスモタイガー隊を撃ち落としそうになるなど、失敗が目立った。だが、その後のイスカンダル上空会戦では、本来の優秀な能力を発揮して活躍する。
アニメ版では本作のみの登場だが、小説版『ヤマトよ永遠に』では、地球でパルチザンとして活躍する。
ゲーム版
PS2版『宇宙戦艦ヤマト イスカンダルへの追憶』『宇宙戦艦ヤマト 暗黒星団帝国の逆襲』『宇宙戦艦ヤマト 二重銀河の崩壊』に登場。『イスカンダルへの追憶』では原作通り第一艦橋勤務となるが、原作で行ったような失敗、およびそれに付随するパンツ一丁イベントはプレイヤーの任意となっている。白色彗星帝国軍残党の掃討作戦である『雷王作戦』を立案するなど俊才ぶりが目立つ反面、実戦において相手の想定外の底力の前に動揺したり、一度憎みあった相手との和平・共存をほぼあり得ないものと考えたりなど、人間の心理の機微や柔軟さに疎く、そこに未熟さが垣間見える性格となっている。続編の『暗黒星団帝国の逆襲』『二重銀河の崩壊』では、小説版と同様に地球に留まり、パルチザンとして戦っている。

坂本 茂
声 - 古川登志夫
アニメ版では当作品にのみ登場するコスモタイガー隊新人隊員。容姿は加藤三郎と同様のイメージの、クルーカットと思われる短髪に、ややだんご鼻である。操縦の腕には自信があり、初登場時に曲芸飛行をして古代に叱責される。演習では不注意から敵に見立てた流星に追突されそうになり、すんでのところで古代に助けられたうえに友軍機と衝突しそうにもなったため、演習後には北野と一緒に「パンツ一丁で艦内一周」の罰を命じられる。以後はエンディングまで登場しない。
その後はヤマトから転属したようで一切登場せず、坂本の役割はさらなる後輩に当たる加藤四郎が務めている。ひおあきらの漫画版『ヤマトよ永遠に』では、加藤の自己紹介時に訓練教官として坂本の名字が出ている。小説版『ヤマトよ永遠に』では引き続き登場しており、宇宙戦士訓練学校で訓練に従事し、加藤三郎に代わる隊長となるが、コスモタイガー隊がゴルバ型浮遊要塞に包囲され危機に陥り、突破口を開くために自らゴルバに特攻して戦死する。
ゲーム版
PS2版『宇宙戦艦ヤマト イスカンダルへの追憶』『宇宙戦艦ヤマト 暗黒星団帝国の逆襲』『宇宙戦艦ヤマト 二重銀河の崩壊』に登場。
アニメ版の初登場シーンが存在せず、同期の女性パイロット椎名晶と共に2代目隊長となった山本明の指揮下に配属され、椎名と共にコスモタイガー隊の一小隊を任されている。威勢のいい軽口を叩いては、折に触れて椎名にツッコミを入れられるお調子者だが、七色星団での会戦では撃墜されて救助された際、実戦での恐怖を語る人間性も見せている。
『ヤマトよ永遠に』を原作とした『暗黒星団帝国の逆襲』『二重銀河の崩壊』にも継続して登場しており、小惑星イカロスに隠されたヤマトへ山本や椎名と共に留まり、訓練を続けていた。暗黒星団帝国本星へ向かうヤマトに山本や椎名と同じく同行し、目覚ましい活躍を見せる。

山崎 奨
声 - 寺島幹夫
2代目機関長。

#### その他の地球人（TVスペシャル）
古代 守
声 - 広川太一郎
地球防衛軍司令長官
声 - 伊武雅之
島 次郎
声 - 水島裕
スタッフロールに名前が記載されているが、登場シーンは全てカットされた。
参謀
長官にデスラーから入電があったことを報告する。登場シーンは全てカットされており、ビデオソフトでの特典映像の静止画などでしか確認できないが、ひおあきらの漫画ではカットされずに残っている。

### ガミラス（TVスペシャル）
デスラー
声 - 伊武雅之
タラン
声 - 矢田耕司
バレルド・アクション
マイセル・ノムドラム
シー・フラーゲ
ダス・ルーゲンス
バレルドからルーゲンスまでの4人はデスラー戦闘空母の艦橋内にて姿を見ることができる。なお、シー・フラーゲは、髪の色が前回とは異なる。

### イスカンダル（TVスペシャル）
スターシャ
声 - 平井道子、上田みゆき
平井は『宇宙戦艦ヤマト』からの旧録。新録は全て上田が担当。スタッフロールには、両名の名前が記載された。
サーシャ
声 - 不明

### 暗黒星団帝国（TVスペシャル）
メルダーズ
声 - 中田浩二
マゼラン方面軍総司令。皮膚は灰色で、細面の頭部には毛髪が無い。敵ながら見事な戦いぶりを見せたヤマトへ敬意を表すなど、礼節を弁えた性格。
麾下のデーダーがヤマトに敗れたため、自ら自動惑星ゴルバで打って出る。ただし、総司令らしく戦略を重視して無駄な交戦を避けようと考えており、目的であるイスカンダリウムさえ採掘できればそれ以上の危害は加えないことや、退去しなければイスカンダルを攻撃することを通告したうえで10分間の猶予を与え、ヤマトに退去を勧告する。その猶予の間に攻撃を仕掛けてきたガミラス残存艦隊を圧倒的戦力で一蹴した後、イスカンダルへ攻撃を開始したところ、デスラー戦闘空母の体当たりで主砲と開閉装甲を封じられ、ヤマトの波動砲を防ぎきれない窮地に立たされる。波動砲の発射直前、デスラーの身を案じたスターシャが戦闘停止と引き替えにイスカンダリウムの譲渡を呼びかけると、これに応えて戦闘を中止してイスカンダルへ降下するが、スターシャが惑星を自爆させたため、これに巻き込まれてゴルバもろとも消滅した。
単艦でイスカンダルのガミラス艦隊と交戦中のマゼラン方面軍第一艦隊を全滅させたヤマトに対し、艦の戦闘能力ではなく、乗組員の技量を評価しており、「さらば宇宙戦艦ヤマト」「宇宙戦艦ヤマト2」における、ヤマトがガミラスに勝利した要因を機械力であると錯覚した地球政府の閣僚たちよりも有能な一面が見られる。
松本零士による最初期のラフ稿（1979年4月）には、「デーダー」または「ドライゼ」という名前が付けられていた。一方、その少し前の1979年2月に書かれた豊田有恒のSF設定や山本英明の作品プロットでは「ガボーチン」という名前であり、「松本のデーダー」も白土武・宇田川一彦による準備稿の時点でそちらの名前に変更された。また、この名前は後述の「ガルバス」とともに当時の雑誌でも使用されている。最終的に決定稿ではメルダーズという名前に落ち着いたが、26年後のPSゲーム版で「メルダース」へとさらに若干改名されることになる。以降はそちらの名前で扱う媒体もあり、公式であるYAMATO CREWでも「メルダース」と紹介されている。
ゲーム版
PS2版『宇宙戦艦ヤマト イスカンダルへの追憶』に登場。上述の通り名前が「メルダース」になっている。
原作では終始落ち着いて余裕のある態度をしていたが、本作ではセリフこそ同じなものの語気が強くやや高圧的な態度へと変更されており、後半のオリジナルエピソードに入ると怒り狂って尊大な性格を完全にさらけ出すようになる。
ゴルバと共に登場してスターシャを屈服させるまでは原作通りであるが、その後スターシャの真意を見抜いた真田とデスラーが機転により、イスカンダルの暴走を食い止めていたマイクロブラックホールを使ってゴルバの押さえ込みに成功する。イスカンダルが暴走を再開して恒星サンザーへ突入するまで10分という状況下で開始された戦闘において、身動きが取れないまま地球・ガミラスの連合艦隊へ猛反撃を加えるが、ヤマト率いる地球艦隊にゴルバ唯一の弱点であるデスラー・ガミラシアが離脱した後のα砲砲門破損孔を波動砲で撃ち抜かれ、ゴルバが次々に内部誘爆を起こして爆散する中、敗北を信じられないまま戦死した。

デーダー
声 - 富田耕生
マゼラン方面軍第一艦隊司令。メルダーズの部下。皮膚は灰色で、強面の頭部に毛髪は無いが、体躯は他者より筋骨隆々となっている。旗艦プレアデスに乗艦している。
暴走したイスカンダルを追跡するガミラス艦隊を後方から襲って壊滅させる、ヤマトの波動砲戦術を見抜いてイスカンダルを背にするなど、ベテラン軍人として戦い馴れた面を見せる反面、本隊投入の機を逸して旗下の巡洋艦隊を失う、監視を怠ってイスカンダルの再暴走に気づかずヤマトに波動砲の発射を許して敗死の憂き目を見るなど、詰めの甘さも目立つ。
準備稿での設定名は「ガボフ」「フルチョン」「ガルバス」など変遷していた。
ゲーム版
PS2版『宇宙戦艦ヤマト イスカンダルへの追憶』に登場。アニメ版とは違い、粗野で猪突猛進的な自信過剰型の指揮官として描かれている。忠告してきた部下を射殺したり、プレアデスの偏向バリヤーや自動修復装置などの装備をオーバーロードの危険性を省みずにフル稼働させ、結局は破損させてしまうなど、残酷さや無謀さも際立っている。それゆえ、スカルダートには「尊大で自信過剰なため、敗れ去っても仕方がない」とまで言われてしまった。

グレートエンペラー
声 - 木村幌
元首らしき人物。通信機から発せられる声だけの登場であり、後述のスカルダートと同一人物であるかは不明。
宇宙戦争に必要なエネルギー資源を欲し、それに該当するガミラス星のガミラシウムとイスカンダル星のイスカンダリウムを獲得するためにマゼラン方面軍を派遣するが、このことがガミラス星の消滅とイスカンダル星の暴走を招くこととなる。物語終盤には、地球の侵略も窺わせている。
なお、グレートエンペラーの前身かは不明だが、本作初期の構成案では「スタリーノフ帝王」なる人物が存在していた。

## ヤマトよ永遠に
ナレーター
声 - 羽佐間道夫

### 地球人（映画 第3作）

#### ヤマト乗組員（映画 第3作）
サーシャ / 真田 澪
声 - 潘恵子
山南
声 - 小林修
2代目艦長。
徳川 太助
声 - 古谷徹
加藤 四郎
声 - 神谷明
新乗組員。コスモタイガー隊員。
山崎 奨
声 - 寺島幹夫
東田
新乗組員。工作班所属。中央コンピューター室で作戦会議の際にパネル操作を担当する。
西尾
新乗組員。航海班所属（設定資料では生活班の黄色地に黒矢印の制服）。全天球レーダー手。
大門
新乗組員。戦闘班砲術科・第一砲塔砲手（設定のみ。画面では確認できず）。
菊地
新乗組員。機関部員。ワープ前に徳川太助から注意を受けた。

#### その他の地球人（映画 第3作）
地球防衛軍司令長官
声 - 伊武雅之
古代 守
声 - 広川太一郎
火星基地管制官
声 - 矢田耕司
古代とは旧知らしくパトロール艇を誘導中「良いワインがあるんだ」と誘うが、重核子爆弾の攻撃で死亡する。

### イスカンダル（映画 第3作）
スターシャ
声 - 上田みゆき

### 暗黒星団帝国（映画 第3作）
スカルダート
声 - 大平透（アニメ版）、小林清志（ラジオドラマ版）、銀河万丈（PSゲーム版）
暗黒星団帝国の聖総統。穏やかな表情をたたえ、ペールオレンジの肌に襟足が豊かな金髪が特徴の初老の地球人男性といった容貌をしている。しかし、それは仮面（マスク）で頭部を覆った偽りの姿でしかなく、本来の姿は醜悪な顔立ちに濃青色の皮膚、角ばった顎、分厚い唇、頭部は無毛という、暗黒星団帝国人の特徴が強く現れた容貌である。唯一、眼の強膜（白目）だけは他の暗黒星団帝国人とは違って赤色となっているが、首から下の身体は他の暗黒星団帝国人と同様、機械に置き換えたサイボーグである。
地球に偽装したデザリアム星の地下宮殿で、ヤマトの乗組員の前に登場。自らを200年後の地球人と称し、ヤマトが撃沈される偽りの映像を見せて降伏を勧めるが、ヤマト側に降伏を拒否されてデザリアム星から飛び立たれたため、偽りの歴史通りに撃沈しようとグロデーズ艦隊を差し向ける。まもなく、偽装していたことをヤマト乗組員に看破されたうえにヤマトをデザリアム星へ接近されたため、グロデーズ艦隊へ無限ベータ砲によって止めを指すよう指令する。だが、逆にヤマトの新波動砲でグロデーズ艦隊は撃破され、その爆風によってデザリアム星の偽装も剥がれたことに伴い、自らマスクを剥がして本来の素顔を晒す。森雪とヤマトの通信を傍受し、地球にある重核子爆弾の起爆装置が解体されたことを知ると、自ら手にするもう1つの起爆装置のボタンを押すが、デザリアム星に残留していたサーシャによって起爆装置の回路を破壊されていたため、不発に終わる。サーシャの手引きでデザリアム星内部へ侵入しようとするヤマトに対し、周辺の要塞部隊へヤマト撃滅を命ずるも、阻止できずに侵入を許してしまった後、サーシャを自ら追跡して撃ち合いの末に射殺するが、その際に自らも相討ちに近い形で瀕死の重傷を負う。最後は、ヤマトを脱出させまいと内部からの脱出口を閉じるべく足掻くが、サーシャの死を目の当たりにした古代進の怒りが込められた新波動砲を発射され、断末魔を上げながら中心核共々消滅した。
アニメ版で演じた大平透は、変装時と素顔を晒した後で演技を変えていたという。
ゲーム版
PS2版『宇宙戦艦ヤマト イスカンダルへの追憶』『宇宙戦艦ヤマト 暗黒星団帝国の逆襲』『宇宙戦艦ヤマト 二重銀河の崩壊』に登場。グレートエンペラーの立ち回りも担っている。『イスカンダルへの追憶』では声のみの登場でグレートエンペラーの役割を果たすのみであるが、『暗黒星団帝国の逆襲』『二重銀河の崩壊』では姿を黒く隠して再三登場。ヤマトの接近にもまったく臆さずにデザリアム星を未来の地球へ偽装し、本性を現して「歓迎」する。アニメ版とは違ってサーシャの始末を警備兵に任せていたため、自ら追いかける行動はとっておらず、最後は玉座でサーダと共にヤマトの波動砲を受けて消滅した。

サーダ
声 - 中谷ゆみ（アニメ版・ゲーム版）、佐々木由美子（ラジオドラマ版）
スカルダートの側近を務める女性。スカルダートと同様、ペールオレンジの肌に姫カットの水色の長髪が特徴といった容貌をしている。また、肩や胸元を大きく露出させた紫色のドレスに白いオペラ・グローブを着用し、頭部には赤い球体をヘアアクセサリーのように装着している。しかし、後述するように指には指紋が存在しなかったため、ヤマト乗組員に地球人への偽装を看破されることとなった。
地球に偽装したデザリアム星へ降り立ったヤマト乗組員の前に、護衛を引き連れて登場。地下宮殿へ招いてスカルダートと面会させた際、ヤマト乗組員のためにグラスに入れたドリンクを用意し、自ら素手で渡す。しかし、不審に思った相原義一がグラスをくすね、デザリアム星離陸後のグロデーズ艦隊との戦闘中に真田志郎が分析したところ、素手で渡されたにもかかわらず、指紋が付着していなかったことが判明する。さらには、徳川太助の進言により、デザリアム星が地球に偽装していたことを看破される。それに伴ってヤマトが反転し、デザリアム星の援護に回ったグロデーズ艦隊へ波動砲の発射準備に入ったことから、自分たちの偽装がヤマト側へ露呈したことを悟る。スカルダートに対し、デザリアム星の鉱物組成がヤマトの波動砲に脆いことを警告し、グロデーズの無限ベータ砲で止めを刺すと一蹴されるが、グロデーズ艦隊はヤマトの波動砲で撃破され、その爆風によってデザリアム星は本来の姿を曝け出す。その後、サーシャが重核子爆弾起爆装置の回路を破壊して行方をくらましたことをスカルダートへ報告し、彼が要塞部隊へヤマト撃滅の指令を送るシーン以降は画面上に登場しなくなり、最後はヤマトの新波動砲によって中心核を破壊され、デザリアム星の爆発と共に消滅した。ただし、スカルダートのような直接的な死亡描写はない。
ゲーム版
PS2版『宇宙戦艦ヤマト 暗黒星団帝国の逆襲』『宇宙戦艦ヤマト 二重銀河の崩壊』に登場。設定が再構築され、単なる側近ではなく「魔女」の異名を持つ策略家となっているほか、スカルダートからは全幅の信頼を寄せられており、「サーダの言葉はスカルダートの言葉と同義である」とも評されている。性格についても、サーシャによる重核子爆弾コントロール装置の破壊活動を未然に防げず手をこまねくなど、自らの策が露呈すると脆い一面も見せるようになっている。
戦死したグロータスの僚友であったサーグラスの復讐心を利用し、彼を手駒として意のままに操る。また、褐色矮星の爆発でヤマトを仕留めると見せかけ、密かにヤマトにスパイロボットを潜入させて内部崩壊を目論むなど、巧妙な作戦を自らは表へ立たずに次々と繰り出す。また、任務に失敗して特攻しようとしたサーグラスへも「無限ベータ砲でのヤマト撃破」という餌をちらつかせ、彼を思い留まらせた。心理的な思い込みを利用し、デザリアム星の位置を撹乱してヤマトを煙に巻き続けるが、母星の位置偽装を看破され、ヤマトが直進してくることを知った途端に動揺の色を見せる。その後はアニメと同様にヤマト乗組員を騙そうとするが、最後はスカルダートの傍に仕えたままヤマトの波動砲で共に消滅した。

カザン
声 - 寺田誠、渡部猛（ラジオドラマ版）
黒色艦隊司令兼地球占領軍総司令長官。身体はやや華奢な方であり、顎も細め。地球攻略奇襲作戦の総指揮を執り、ヤマトシリーズ初の地球全土を征圧した異星人となった。その後は巨大戦艦ガリアデスへ乗艦し、黒色艦隊を率いてヤマト追撃の指揮を執る。暗黒星雲内でヤマトを背後から強襲し、ゴルバ型浮遊要塞による包囲網へ追い込むことには成功するが、ゴルバがあえなく全滅してしまったために挟撃には至らなかった。その後の消息は不明。
ゲーム版
PS2版『宇宙戦艦ヤマト 暗黒星団帝国の逆襲』『宇宙戦艦ヤマト 二重銀河の崩壊』に登場。性格が掘り下げられ、姑息さが強調されている。自らは征圧後の地球に残留して総司令長官を務め続けるため、黒色艦隊の指揮はゲームオリジナルキャラクターのミヨーズが執っている。
終盤には本部へ侵入してきた古野間卓と北野哲に銃口を向けられて狼狽し、命乞いを行う。隙を見て要人保護用のエネルギー偏向フィールドを装着すると態度を変えて攻撃してくるが、まもなくエネルギーが切れて再び命乞いを行う。そのまま北野に撃たれ、ビルの高層階から転落して死亡した。

グロータス
声 - 田中崇（アニメ版・ゲーム版）、大山豊（ラジオドラマ版）
浮遊要塞部隊の総司令官。暗黒星団帝国人には珍しく、短めながらカールの掛かった白髪を持つ。
地球占領後に追撃してきたカザンの黒色艦隊によって追い込まれたヤマトを7隻のゴルバ型浮遊要塞で取り囲み、集中砲火を浴びせる。その際、盾にされた1隻のゴルバごと空間重魚雷でヤマトを葬ろうと目論む非情さも見せる。
最後は波動カートリッジ弾を自らの座乗していたゴルバの主砲砲門部へ撃ち込まれ、波動エネルギー融合反応によって大爆発を起こしたゴルバごと爆死した。なお、残り6隻のゴルバも誘爆によって全滅している。
ゲーム版
PS2版『宇宙戦艦ヤマト 暗黒星団帝国の逆襲』に登場。暗黒銀河防衛軍総司令長官の准将。戦略家として描かれるが、自らの保身のために部下を捨て駒として扱うなど、さらに非情な性格となっている。サーダの配下にあるサーグラスとは、同格にして旧友の間柄でもある。
ヤマトの進撃ぶりを鑑みて正攻法での撃滅は無理と判断するや、暗黒星雲中心の超巨大ブラックホールのシュバルツシルト面へヤマトが強制的にワープアウトさせられることを見越し、部下のミヨーズに空間歪曲干渉装置でヤマトをブラックホールへ叩き込む作戦を指示する。その際、自らの保身のためにミヨーズを見捨てて戦死へ追い込んでいる。
最後はアニメ版と同様に7隻のゴルバ型浮遊要塞の真っ只中へヤマトを誘い込み、包囲陣形で集中砲火を浴びせるが、波動カートリッジ弾を撃ち込まれて7隻のゴルバごと爆死した。

アルフォン
声 - 野沢那智
地球占領軍・技術部の情報将校。少尉。暗黒星団帝国人としては珍しく頭髪を生やした優男風の容貌に加え、横暴な言動に走らず紳士的に振る舞う落ち着いた性格をしている。
地球侵攻時、ヤマト乗組員の地球脱出の際に負傷して取り残されていた森雪に好意を抱く。その後、宿舎として接収していた邸宅へ雪を軟禁し、介抱しながら求愛する。しかし、何と言われても決して心を古代から離さず重核子爆弾の情報を得るために身を挺しようとする雪の姿に心を打たれ、自分に勝てば重核子爆弾の解除方法を教えることを約束し、彼女をパルチザンのもとへ解放する。
物語の終盤、重核子爆弾の中で対峙した雪に「私を撃てるか」と詰め寄り、互いに銃を突きつけ合うが、撃ち倒したはずのパルチザン兵の死に際の乱射を受けて致命傷を負ってしまう。最期は雪の膝枕に抱かれ、雪に生身の身体に戻りたいという暗黒星団帝国の目的と、重核子爆弾の起爆装置の解除方法、そして地球だけではなくデザリアム星の起爆装置も解除しなければならないことを伝えて息を引き取った。
初期設定では「キーマン」という名前であった。公開前の各種メディアではこの名前が使用されており、2か月前に放送されたラジオドラマではこちらが使用されているほか、音楽集には「キーマン少尉」という曲がある。
ゲーム版
PS2版『宇宙戦艦ヤマト 暗黒星団帝国の逆襲』『宇宙戦艦ヤマト 二重銀河の崩壊』に登場。原作では終盤まで邸宅での雪とのシーンしか描かれていなかったが、本作ではスパイ活動を行っている雪に偽情報を渡してパルチザンに大打撃を与えたり、自らも戦闘の場に立って戦ったりなど、より多く活躍する。また、組織内における人物像も若干掘り下げられており、司令官であるカザンからは「地球人の女に現を抜かしている」と良くない心証を受けているが、部下からは「兵卒でも気遣ってくれる」と慕われている。
『二重銀河の崩壊』では白兵戦パートでのラスボスを務め、新型戦車に搭乗して攻撃してくる。攻略に失敗して雪が死亡すると、彼女の亡骸の前で自決してしまう。

グロデーズ艦長
声 - 佐藤正治
グロデーズ艦隊司令。本名は不明。

## 宇宙戦艦ヤマトIII
ナレーター
声 - 納谷悟朗

### 地球人（TVアニメ 第3作）

#### ヤマト乗組員（TVアニメ 第3作）
徳川 太助
声 - 古谷徹
第2話から登場。
加藤 四郎
声 - 神谷明
第2話から登場。戦闘班飛行科（コスモタイガー隊）キャップ。
山崎 奨
声 - 寺島幹夫
第2話から登場。
土門 竜介
声 - 田中秀幸
第1話から登場。生活班炊事科所属。新人40人の1人で、本作における準主人公の1人。元々は戦闘班砲術科を志望していた。
若さゆえに血気盛んなところは、イスカンダル航海初期の古代に近く、軽率な言動が目立ったが、航海を通して次第に戦士や人間として成長していく。両親がガルマン・ガミラスの流れ弾ミサイルの接触事故で死亡しているため、少なからずガルマン・ガミラスへの敵愾心を持つ。射撃の腕は少年宇宙戦士訓練学校トップだが、実戦経験豊富な先輩ヤマト乗組員に比べると数段劣り、出航直後における腕は坂巻から「10年早い」と評される程度であった。しかし、その後は経験を経て腕を磨き、古代に代わって波動砲の射手に抜擢されるまでになる。
出航後は訓練のあまりの厳しさに、「この艦の艦長は思いやりがない」と愚痴っていたが、上司の平田一から古代の目に見えない努力と、それぞれの持ち場を守ることを教えられる。ダゴン艦隊との白兵戦では、自分の身を守るために敵を射殺したことで人を殺す恐怖と哀しみを経験し、さらに平田の戦死に涙する。その後、生活班員として勤務しながらも実戦経験を積んでいく。
訓練学校の選択科目で異次元戦闘を履修していたことから、対次元潜航艇戦では急遽参謀を依頼されて次元潜航艇を数隻撃沈する成果を上げる。その後は負傷した古代に代わって戦闘の指揮を執るが、敵の陽動作戦に引っかかり、ガイデルの要塞に捕獲されてしまう。自らの未熟を涙ながらに詫びる土門を、古代は優しく諭す。戦闘には敗北したものの、それはガルマン・ガミラスとの行き違いを正す結果につながった。
惑星ファンタムには揚羽に同行して最後まで残り、その正体であるコスモ生命体からルダ王女を預かることになる。ヤマトが太陽系内へ帰還した際にはハイドロコスモジェン砲の操作を行うが、ボラー艦隊の攻撃により故障した開閉システムを甲板へ出て直接確認しようとしたところ、ボラー艦載機の銃撃で負傷。命がけで開閉システムの修繕に成功した結果、ハイドロコスモジェン砲は発射された。核融合異常増進が収まり平常へ戻っていく太陽の姿を見届け、古代ら乗組員に看取られながら、古代と雪の幸福を祈りつつ息を引き取った。
当初のシリーズ構成案では、ルダと恋心を通わせるのは揚羽ではなく土門の予定だった。
揚羽 武
声 - 古川登志夫
第1話から登場。戦闘班飛行科所属。新人40人の1人で、本作における準主人公の1人。同期で生活班に所属になった土門とは仲がよい。
地球防衛軍に影響力を持つ揚羽財閥の御曹司であったが、宇宙パイロットへの憧れから少年宇宙戦士訓練学校へ入学し、卒業後ヤマトへ配属された。ヤマト出航直前、次期社長としての将来を嘱望する父・蝶人に反対されて一時はヤマト勤務から外されかけるが、病床にあった母親の命懸けの願いによってヤマト勤務が叶い、飛行科へ着任する。
出航直後は艦内で迷ったり、訓練中に他の新人とともに先輩達に遅れをとったり、未熟な面が残っていた。また、敵を深追いして逆に自分が窮地に陥るなど、若さゆえの判断力の鈍さもあった。しかし、航海を経て成長した結果、別働部隊の指揮を任されるまでになる。
惑星ファンタムにてルダ王女の幻に導かれ、コスモ生命体の居場所まで辿り着くと、土門と共にルダをファンタムから預かり、その護衛任務に就く。最後の移住候補惑星が移住不可能と判明し、第二の地球を発見できずに終わった際にはマザー＝シャルバートへ地球を救ってほしいと涙ながらに叫び、その純粋な願いを聞き届けたルダは、ヤマトをシャルバート本星へ誘うことを決意する。ルダとはつかの間の淡い恋心を通い合わせるが、彼女はマザー＝シャルバートの後継者としての使命を果たすため、揚羽との別れを選ぶ。
ルダと別れた後、太陽系でのボラー連邦の機動要塞ゼスパーゼとの戦闘中、敵機の機銃掃射によって倒れた土門の仇を取るべく、ルダに祈りを捧げつつ、そして彼女への愛情を秘めたままゼスパーゼのブラックホール砲口へ特攻をかけて戦死した。こうして開いた活路が、ボラー連邦の妨害消滅やハイドロコスモジェン砲による太陽制御作戦の成功へつながることとなる。太陽復活後、その魂はルダに抱えながらともにシャルバートへと去って行った。
平田 一
声 - 曽我部和行
第4話から登場。生活班炊事科所属。宇宙戦士訓練学校の古代と島の同期。対ガミラス戦の時からの乗組員で、彗星帝国戦の生き残り19名のうちの一人。
坂巻 浪夫
声 - 千葉繁
第4話から登場。戦闘班砲術科所属第1砲塔キャップ。対暗黒星団帝国戦時、イカロス天文台からの乗組員。加藤四郎と同期。新人ではないにもかかわらず、設定画では襟に新人隊員を示す白いラインが描かれているが、そうなった経緯は不明。小柄な体格が特徴。
アステロイドベルトの訓練では、頼み込んできた土門に主砲を撃たせるが、その操作振りを見て「まだ10年早い」と厳しい評価を下した。
酒好きで、ケンタウルス座アルファ星での半舷上陸の際は酒場で許可されていない飲酒を行い、喧嘩沙汰まで起こした。しかし、プロを自称するだけあり、無数に降り注いでくるミサイルを主砲で全弾迎撃するなど、砲撃手としての実力はかなり高い。
仁科 春夫
声 - 村山明
第7話から登場。戦闘班砲術科所属第1砲塔射手。対暗黒星団帝国戦時、イカロス天文台からの乗組員。加藤四郎と同期。楽天家かつ喧嘩っ早い性格をしている。
坂巻とコンビで行動することが多い。坂巻同様、砲撃手としての実力はかなり高い。ミサイル全弾迎撃に感動の声を上げた土門と揚羽に対し、「プロは甘くねぇんだよ」と笑っていた。
雷電 五郎
声 - 兼本新吾
第7話から登場。航海班航海科所属。新人40人の1人。航海班相撲大会チャンピオンの巨漢。探査機コスモハウンドの操縦担当。島を尊敬・崇拝しており、失礼な態度をとる人間には先輩であっても容赦しない。設定では宇宙開発大学付属高校出身。
板東 平次
声 - 塩沢兼人
第1話から登場。工作班技術科所属。新人40人の1人。太い眉に額のほくろが特徴。宇宙服操作は下手だが、上陸許可が出た時も修理を優先する真面目な性格。劇中では真田の助手としての活躍が多い。
苗字は「坂東」と表記されることもある。EDクレジットでの使用回数はほぼ同じ（先に使われているのは「板東」だが、回数は「坂東」の方が1回だけ多い）であり、ムック本などでも「板東」と「坂東」で表記揺れしている。
赤城 大六
声 - 高山大樹
第7話から登場。機関部所属。新人ではなく、輸送船機関長よりの転属。「宇宙のトラック野郎」の異名を持つ。準備稿では京塚ミヤコとのロマンスが用意されていた。新人ではないが、襟に白いラインが入っている。
幕之内 勉
声 - 稲垣悟
第4話から登場。生活班炊事科チーフ。対ガミラス戦の時からの乗組員で、彗星帝国戦の生き残り19名のうちの一人。真田と同期。恰幅の良い体に、度ありのサングラスが特徴。
京塚 ミヤコ
声 - 中野聖子
第2話から登場。生活班医療科所属看護婦。第9話で森雪を除く女性乗組員約10名と身重の山上トモ子と共に下艦し、ケンタウロス座駐留警備艇で地球へ帰還している。
早乙女 純子
工作班の紅一点として設定されたが、本編には登場しなかった（第9話での女性乗組員退艦により、登場が見送られた模様）。一部の資料では「コンピューター要員であり、アルファケンタウリで退艦」と書かれている。設定画が描かれたかは不明。「冨士野シズカ」という名との説もある。「冨士野シズカ」としての没設定は、容姿端麗、趣味は高尚、仕事もできて熱心。これ以上の女性はいないと自他ともに認める存在で自分が一番と思い、注目されないと不満を感じる女性であった。真田に憧れているが、真田自身は山上トモ子（没設定では「トモノ」）に対して優しかったとの没設定であった。

#### その他の地球人（TVアニメ 第3作）
サイモン教授
声 - 田中康郎
第1、2話に登場。地球連邦大学宇宙物理学部長。アメリカ人。太陽の異常と生物生存期限1年を大統領へ警告するが、大統領は黒田博士の意見を優先したため、藤堂長官に相談する。第2話で教授職を解任されて帰国した。
黒田博士
声 - 矢田耕司
第1、2、7、8話に登場。太陽エネルギー省所長。サイモン教授の説に異議を唱え、地球連邦大学総長にサイモン教授の解任を求めた。しかしその後、異常気象が頻発したことで自身が楽観視し過ぎていたと気づかされる。第8話で太陽冷却による制御を試みるが、失敗する。
地球連邦大学総長
声 - 雨森雅司
第2話に登場。黒田博士の進言を受け、サイモン教授を解任した。
揚羽 蝶人
声 - 川久保潔
第2話に登場。揚羽財閥当主。揚羽武の父。惑星探査用のヤマト改造費を出資し、アルプス秘密ドックを提供した。長官の友人。武を次期社長にと目論み、ヤマトに搭乗することが決定した武の解任を画策するが、妻の説得でようやく納得し、ヤマトと武の旅立ちを見送ることとなる。
企画段階の名前は「蝶二郎」。没設定では、アルプスドックを提供する見返りにヤマトの船主を主張し、揚羽一族の反乱を引き起こすことが予定されていた。
揚羽の母
声 - 荘司美代子
第2話に登場。病弱ではあるが気丈な女性で、武をヤマト乗組員から解任させようとする揚羽蝶人を命がけで説得し、復帰させてくれた。
土門の父
声 - 矢田耕司
土門の母
声 - 宮崎恵子
第1話に登場。土門のヤマト乗艦以前、結婚記念日を祝って太陽旅行に出かけたが、その宇宙船をダゴン艦隊の艦が撃った惑星破壊プロトンミサイルがかすめたため、両親共々死亡している。そのため、土門はガルマン・ガミラス帝国を恨んでおり、古代とデスラーの和解を素直に受け入れることができなかった。
大統領
声 - 北川国彦
第1話から登場。『さらば』『2』で就任した大統領。地球の危機を訴えるサイモン教授の説を黒田博士の進言で却下するという判断が、白色彗星帝国の侵略時に続き、2度目の地球の危機を招くこととなる。
太陽制御が失敗した後、移民計画本部を正式に設立し、藤堂に本部長を兼任するよう頼んだ。
藤堂 平九郎
声 - 伊武雅之〈刀〉
第1話から登場。『III』以降、名前が決定した。大統領以下が却下したサイモン教授の説を信じ、ヤマトを探査に派遣した。
藤堂 晶子
声 - 杉山佳寿子
第3話から登場。藤堂平九郎の孫娘。清楚な女性で、死んだ小鳥の墓を作るなど優しい性格。相原と恋仲になる。祖父が移民計画本部長に就任したことに伴い、彼の秘書を担当する。
山上 トモ子
声 - 中谷ゆみ
トモ子の夫
声 - 笹岡繁蔵
山上老人
声 - 大久保正信
以上3名はヤマトのイスカンダル帰還の直後の2200年（劇中で「5年前」というセリフがあり、なおかつ放送時には本作の時代が2205年という設定だったため）に、地球から5.9光年距離のバーナード星第1惑星へ移住し、未知の宇宙開拓に身を投じた家族。トモ子の夫は原因不明の風土病に倒れて死去し、新天地開発の失敗を非難されたくないために地球への帰還を頑なに拒み続けた山上老人も風土病で死去。身重のトモ子はヤマトに収容され、京塚ミヤコらと共に地球へ帰還した。彼らの宇宙開拓は成功しなかったものの、バーナード星第1惑星に風土病が存在し、人類の生存に適していないことを示す重要な情報をヤマトに伝えることになった。
準備稿では、トモ子は名前が「トモノ」で、ヤマトに残留することになり、終盤で出産。出産や新しい命の誕生がデスラーに感銘を与え、侵略戦争を終結するという設定になっていた。
団 彦次郎
声 - 小林修
第10話に登場。宇宙開発気象局一等技官。宇宙気流に遭遇した際にヤマトに救出される。揚羽蝶人の知人で、息子の武が立派な戦士になったことに感嘆していた。ダゴン艦隊の襲撃を受けて死亡するが、「やつらの目的はヤマトだ」と見抜いてヤマトに救助を求めることなく、逆に自分たちにかまわず退避するよう警告した。
没設定では「猿田彦治郎」という名で、権力者へは卑屈な態度を取るが平民へは横柄になるという、本放送とは正反対の人物に設定されており、揚羽一族の反乱の際に蝶人の委任を受け、ヤマトのオーナー代理として古代へ命令し始めるという設定になっていた。

### ガルマン・ガミラス（TVアニメ 第3作）
デスラー
声 - 伊武雅之
第4話から登場。ガルマン・ガミラス帝国総統。
タラン
声 - 矢田耕司
第16話から登場。デスラーの副官。
ガイデル
声 - 柴田秀勝
第2話から第15話に登場。東部方面軍総司令。旧ガミラス帝国軍の出身ではなく、デスラーがボラー連邦から解放したガルマン星の出身。ガミラスやガルマン・ガミラスの将官はほとんどが「将軍」と呼称されている中、ガイデルのみが「提督」と呼称されている。全シリーズ中ヤマトに完勝した数少ない人物の1人。
ボラー属国のバース星の艦隊を撃破するなど、ガルマン・ガミラスの支配圏拡大に辣腕を振るっていた。しかし、直属のダゴン艦隊がバース星艦隊と交戦する中、デスラーから進出を控えるように命令されていた銀河系オリオン腕最辺境の太陽系を巻き込み、戦線を拡大してしまう。デスラーにヤマトと交戦していることを知らせなかったため、デスラーは東部方面軍の戦力増強を許可していた。
次元潜航艇と東部方面要塞を駆使してヤマトの捕獲に成功するが、デスラーにヤマトの名を伝えたことで太陽系とヤマトへの攻撃を知られ、彼の怒りを買う。ガルマン・ガミラス本星へヤマトを案内することをデスラーから指令され、その後は登場しない。
準備稿では「ドーナッツ提督」という名前であった。また、当初予定していた全52話構成では、惑星ラース（本編での惑星ファンタム）の一件によりヤマトとゴア帝国（本編でのガルマン・ガミラス帝国）が対立して以降、ルダ王女をめぐる抗争の中でデスラーからの正式な派遣軍としてヤマトと再戦することになっていた。
ダゴン
声 - 寺田誠
第1話から第11話に登場。東部方面軍第18機甲師団艦隊（通称「ダゴン艦隊」）司令官。『III』における地球滅亡の危機を招いた張本人。ガイデルの下で、オリオン腕方面に帝国の勢力圏を広げていた。目的のためなら手段を選ばない野心家であり、中立を侵犯することも味方を犠牲にして自分だけ逃げることも躊躇しない冷酷かつ無責任な性格である。
物語冒頭、太陽系近くで艦隊を率いてバース艦隊と交戦し、惑星破壊プロトンミサイルを使用して勝利するが、目標をそれた1発を放置したため、その流れ弾が太陽系に侵入して太陽に突入し、核融合異常増進をもたらした結果、地球人類を滅亡まであと1年（太陽系消滅まで3年）に追い込む事態となる。
バース星の主力艦隊と交戦し、敗走したバース艦隊旗艦ラジェンドラ号を追撃して海王星付近の地球連邦領空内で戦闘を開始する。抗議するヤマトへも攻撃を始めて交戦した結果、ラジェンドラ号の撃沈には成功するも、ヤマトの猛反撃により形勢不利となり、艦隊の大部分を足止めとして犠牲にさせ、自艦と護衛3隻のみでワープして撤退する。
バーナード星第1惑星の前進基地に逃げたダゴンは、ミサイル攻撃によってヤマトをバーナード星へおびき出し、新反射衛星砲によってヤマトを追い詰めるが、波動砲によって基地を破壊されてしまい、間一髪の所で脱出して東部方面軍司令部に逃げ戻る。
その後、ガイデルから最後のチャンスとして第17空母艦隊を与えられたダゴンは白鳥座に布陣し、おびき出したヤマトを白鳥座星域の赤色イオン流に引きずり込み、さらにヤマトがそこから脱出した後はデスラー戦法を駆使して翻弄する。最終的に直接艦隊を率いてヤマトの前に現れるが、ここでダゴンはヤマトを捕獲してデスラーへの土産にしようと欲を出して降伏猶予時間を与えたため、その間に戦闘準備を終えたヤマトの猛反撃によって空母を全滅に追い込まれる。最後の策としてヤマトを牽引ビームによって捉え、白鳥座のブラックホールに落とし込もうとするが、ヤマトは波動砲でブラックホールに引きずり込まれる小惑星を破壊してその衝撃波で脱出したため、逆にダゴンは乗艦ごとブラックホールに飲み込まれるという最期を迎える。
なお、準備稿では「グドン将軍」という名前であった。
ダゴンを演じた寺田（現・麦人）は、本キャラで初めてアニメの仕事でのファンレターをもらったという。
フラーケン
声 - 大木民夫
第14、15話に登場。次元潜航艇隊指揮官。階級は大佐。ガイデルの命令でヤマトを攻撃し、拿捕に成功する。
フラウスキー
声 - 木原正二郎
第17、18話に登場。技術少佐。セミロングの髪で、口髭や頬髯を経て髪とつながった顎鬚を生やした容貌をしており、左眼に片眼鏡をかけている。キーリングと同じくデスラー勲章と思われる戦功章を首元に付けていること、太陽異常を知ったデスラーから真っ先に名を挙げられたこと、そしてデスラーが古代とともに太陽制御の中継を見ながら期待の言葉を告げていることから、階級は高くはないもののデスラーに信頼されていたことがうかがえる。
デスラーの命令を受けて5隻の工作母艦を率い、真田志郎と協力して太陽の制御を試みる。それは、まず磁気シールドで太陽を覆った後、アステロイドベルトの岩塊を装着したロケットと太陽制御プロトンミサイルを太陽へ撃ち込み、冷却させるという計画であった。
作業は太陽制御プロトンミサイル側をフラウスキーが、岩塊ロケット側を真田が指揮することで順調に進められ、一度は温度が下がり始めて成功したかに思われたが、フラウスキーが安堵の表情を浮かべた直後に再び温度が上昇し始め、磁気シールドが破られるほど膨張し始めてしまう。全工作母艦は安全宙域までの退避を始めるが、制御が失敗に終わったことを悟ったフラウスキーは責任を感じ、部下を工作母艦から退艦させると、単身で艦を太陽へ向ける。不可抗力でありフラウスキーの責任ではないと説得する真田に対し、フラウスキーは「私も美しく甦った地球をこの目で見たかった」と言い残すと、艦とともに太陽に突入して自決する。一部始終を見ていたデスラーは、責任を果たしたフラウスキーに賞賛の言葉を残している。
ヘルマイヤー
声 - 池田勝
第21、22話に登場。地質学者の軍人。階級は少佐。
幻が見えるというヤマトからの連絡を受けたデスラーの命令で、調査船に乗艦して惑星ファンタムの環境や地質学的性質を調査におもむく。ファンタムが、人それぞれの記憶や習慣によって異なる幻が見える星である点には同意しつつも、ファンタムがスーパー・サイコエネルギーによって幻を見せるコスモ生命体であるという推論には物的証拠が何一つ存在しないこともあり、地質学者としてのプライドから「科学者として他人の見解を鵜呑みにできない」と探査ドリルを「地中」へ撃ち込む。すると、「痛み」に反応したファンタムの地表面が動き出したため、図らずも調査船はファンタム＝コスモ生命体説を立証することになる。調査船でファンタムからかろうじて脱出し、デスラーにファンタムの正体を報告した後、顔に泥を塗られたと思った彼によって派遣されたグスタフ艦隊がファンタムを破壊する様子を見届ける。その後、ガルマン・ガミラス本星帰還時にはファンタム破壊直前にルダ王女らしき人物がヤマトへ乗り込むのを見たとデスラーに報告する。
『ヤマト2』や『新たなる旅立ち』に登場したマイセル・ノムドラム将軍のデザインをほぼそのまま流用したキャラクターである。
グスタフ
声 - 蟹江栄司
第21話から第23話に登場。北部方面艦隊司令官。右側の額と右頬に縦の切り傷が残っていることが示すように、根っからの武人である。
デスラーから惑星ファンタム破壊の命を受けて出撃し、古代の要請を振り切ってファンタムを惑星破壊プロトンミサイルで「処刑」する。ヤマトの武勇伝を知っていた節があり、ファンタムの件をきっかけとしてヤマトへの闘争心を燃やす。ルダ王女の引き渡しを口実としてヤマトへ戦いを挑もうとするが、ボラー連邦の行動を知ったデスラーの緊急通信で制止され、主力艦隊到着までハーキンス率いるボラー連邦前衛艦隊からヤマトを死守するよう、命じられる。グスタフはデスラーの命を守るため、数において圧倒的なボラー艦隊の正面にあえて立ちはだかりヤマトを死守しようとするが、劣勢は覆せず、ついに全艦での特攻を敢行する。自艦もハーキンス艦へ特攻し、搭載していた惑星破壊プロトンミサイルの爆発に巻き込んでボラー艦隊を全滅させ、ヤマトを文字通り死守する。なお、特攻の直前にはヤマトに「一度正面から戦ってみたかった」と通信を送っている。
『ヤマト2』や『新たなる旅立ち』に登場したバレルド・アクション将軍のデザインをほぼそのまま流用したキャラクターである。
キーリング
声 - 宮村義人
第4話から登場。参謀総長。主にデスラーの軍事上の最高顧問としてガルマン・ガミラス帝国軍全体の作戦の立案を担当し、デスラーの覇業を影から支えているスキンヘッドの能吏である。
ガルマン星出身の将官中では最高位の地位にあるが、物静かで尊大な態度が無い。襟の勲章から、タランとは別の意味でデスラーからも全幅の信頼を寄せられていることがうかがえる。また、ハイゲルの反乱計画を未然に察知するなど、帝国内部の不穏分子を取り締まる役目も担っている。
ルダの引き渡しをヤマトへ要求するようグスタフに命じた際、拒否された場合に攻撃を許可する旨の言質を与えるミスを犯しているが、後にデスラーがこの事実を知らずに「ヤマトを守れ」と相反する命令を出したため、ことなきを得ている。
初期設定での肩書は元帥。当初のシリーズ構成案では、シャルバート星へ襲来するのはデスラーではなくキーリングであり、武力を放棄したシャルバートを見逃すというのも彼の判断だった（デスラーはその後、地球への帰還途中に襲来する）。
モチーフはナチス・ドイツ時代のドイツ軍国家元帥「ヘルマン・ゲーリング」。
ヒステンバーガー
声 - 寺島幹夫
第4話から登場。西部方面軍総司令。順調に成果を上げていたガイデル率いる東部方面軍とは対照的に、西部方面軍は師団の3分の1を失い、支配領域の拡大も62パーセントから遅々として進まなかった。ガミラス帝国時代のデスラーなら、ヒステンバーガーに無能の烙印を押して更迭、場合によってはその場での銃殺すらありえるほどの失敗であったが、デスラーは一度死刑宣告をして脅した後、「あと2回失敗したら死刑」と再起の機会を与えている。この処遇に感激したヒステンバーガーは、自ら陣頭指揮に立って戦線の立て直しに成功し、支配領域を80パーセント以上まで躍進させる成果を上げ、デスラーの期待に応える。
襟の階級章はガイデルと同じ3本線。しかし劇中では作画の乱れから、挙手時の襟の階級章は不鮮明であるうえ、アップになると階級章が外されている。漫画版では3本線となっている。
まともな出番は第4話のみで、そのほかはわずかに名前と声が出るだけだが、当初のシリーズ構成案ではルダ王女確保のためにヤマトに接触するのはグスタフではなくヒステンバーガーであり、ヤマトの捕虜となったのち自殺する展開だった。
クロッテルン
南部方面軍総司令。第12話で名前と声だけで登場。
ハイゲル
声 - 兼本新吾
第13話に登場。禿頭に口髭と顎鬚を蓄えた初老の人物。原案での名前は「ボルチン」。
シャルバート信者であり反乱計画を企てていたが、キーリングに感知される。デスラーの御前会議上で告発される直前に席を立ち、窓辺に向かってシャルバートの信仰証をかざして信仰を告白したため、その直後にデスラーによって射殺された。
ゲーレン
声 - 小関一
第11話に登場。東部方面軍第17空母艦隊司令官ダゴンの部下で二連三段空母艦長。頭髪の無い筋肉質体型の軍人。
二連三段空母に装備された瞬間物質移送器によるデスラー戦法を指揮し、艦載機を急襲させてヤマトを苦しめる。しかし、ダゴンがヤマトに降伏猶予時間を与えたため、その間に戦闘準備を完了したヤマトから艦底部へ煙突ミサイルの貫通攻撃をまともに食らい、乗艦と共に爆死する。
新反射衛星砲司令
第9話に登場。新反射衛星砲の基部にある司令室から、砲の発射状況を確認する。設定画では前面から全身が描かれているが、実際の登場では後ろ姿のみで、セリフもなかった。
中継センター司令
第9話に登場。新反射衛星砲の標準・出力調整や反射板搭載機・護衛機ゼーアドラーIIIの指揮を担当。
司令機機長
声 - 緒方賢一
第11話に登場。第17空母艦隊・空母艦上機隊の司令機機長。ダゴンに艦上機攻撃によるヤマトの被害状況を報告し、反撃能力が低下していることから、艦隊による撃滅を要請する。ダゴンは機長の進言を受け入れて艦上機の帰還を命令し、艦隊を出撃させるが、この行動が第17空母艦隊壊滅の一因となる。
フラーケンの副官
声 - 兼本新吾
第14、15話に登場。フラーケンの部下で、小太りで大きめのホクロが特徴の人物。酒好きであり、ガイデル提督に召喚された際は、真っ先に酒のことを考えてフラーケンにたしなめられる。
スキルはフラーケンに次ぐものを持つが彼ほど冷徹ではなく、僚艦を囮に出した際には驚いている。

### ボラー連邦
ベムラーゼ
声 - 滝口順平
第13話から登場。首相。ヤマトシリーズに登場する異星国家の統治者としては珍しく肥満体型。不手際を起こしたバース星総督ボローズをバース星もろとも抹殺するなど、残忍で冷酷・短気な独裁者。また、敵国の統治者であるデスラーの気持ちすら公の連絡で逆なでするほど、傲慢な自信家でもある。デスラーと同様、自身こそが宇宙で唯一絶対の神であると考え、シャルバート信者を弾圧している。
ガルマン・ガミラスと交戦中という立場上、彼の関心は主にガルマン・ガミラスとその統治者であるデスラーに向けられており、ヤマトシリーズの敵としては珍しく地球やヤマトへの関心が薄く、本人も「ヤマトなどどうでもよかった」と言い切っている。
バース星視察時に初登場し、表敬に来た古代との会話の中で自分の意に沿わぬヤマトを敵と決めつけ、ヤマトを捕獲するよう指示。それが失敗したと見ると、超大型ミサイル十数発をもってバースごとヤマトを葬り去ろうとし、バースは木っ端微塵となる。難を逃れたヤマトに対し、ベムラーゼはそのときは見逃すが、はっきりと敵であると認識して去る。
その後、ヤマトがガルマン・ガミラスとボラーの国境付近に向かってきているという報告を受け、ヤマトがガルマン・ガミラスの尖兵となったと考え、攻撃を指示する。さらにその後、デスラーからのホットラインでの「ヤマトから手を引いてほしい」という依頼を、「弱気な」「老いた」と一蹴する。これらの出来事から、ヤマト、ひいては地球がガルマン・ガミラスの同盟国になったと思い、移住可能惑星の探査に向かっている他の地球の探査船団に対しても攻撃を仕掛けるようになる。
シャルバート星のルダ王女を、酷寒の地に見えた惑星ファンタムに幽閉した経緯があるが、重要人物を幽閉した割にはその事実を忘れていた（死んでいるものと思っていた）。
最後はヤマトを囮に太陽系内でデスラーに決戦を仕掛け、ブラックホール砲にてデスラー艦隊を苦しめるが、揚羽武の特攻によりブラックホール砲の砲口を破壊され、ハイパーデスラー砲により座乗する機動要塞と共に消滅した。
初期設定での名前は「ベムーリン」。
ゴルサコフ
声 - 玄田哲章
第19話から第24話に登場。総参謀長。ベムラーゼの軍事上の顧問ないしは補佐官の立場にある。通常は首相府でベムラーゼと共にあり、作戦指導を補佐している。鷲鼻と割れ顎、太いもみあげが特徴。
第19話のベムラーゼパレスのシーンで初登場し、ベムラーゼにヤマトがガルマン・ガミラス帝国とボラー連邦の国境を目指していることを報告している。その後、ベムラーゼの指示を受け、第8打撃艦隊にヤマトの迎撃を命令する。
惑星ファンタムの件を経てルダ王女がヤマトに乗り込んだという情報が入ると、ベムラーゼの指示で第1・第2主力艦隊を出撃させる。しかし、ルダの奪還に向かった第8親衛打撃艦隊と第1・第2本国主力艦隊はヤマトの攻撃により失われ、ゴルサコフ自身が艦隊を率いて出撃。シャルバート星のある異次元空洞への侵入に成功し、シャルバート全土の占領を企てるが、ヤマトとデスラー率いるガルマン・ガミラス帝国艦隊によって艦隊は撃破され、デスラーの放ったハイパーデスラー砲によってゴルサコフも宇宙の塵と消えた。
バルコム
声 - 飯塚昭三
第23話に登場。第1主力艦隊司令官。耳たぶまで伸びた長いモミアゲと片目を隠した髪型が特徴。
ハーキンスの率いる前衛艦隊に次ぐ新手として、バルコム艦でボラー本国の第1・第2主力艦隊を率いてスカラゲック海峡星団に出現した。ハーキンスの敗死にまったく動じておらず、彼の艦隊の5倍に達する大兵力でヤマトの前に立ち塞がる。
ルダ王女の引き渡しをヤマトに要求するが、拒否されたためにヤマトへの砲撃を開始した。ヤマトはバルコムの数に物を言わせた主砲の乱射に波動砲を撃つ暇もなかったが、星団の小惑星を利用して250宇宙キロまで接近してから、波動カートリッジ弾、煙突ミサイル、波動爆雷を乱射しながら突入。その結果、バルコムは自艦ごと波動カートリッジ弾の直撃で吹き飛んだ。
ハーキンス
声 - 田中勝
第19話から第23話に登場。第8打撃艦隊司令。階級は中将。丸刈りの髪型に割れ顎が特徴。
惑星ファンタムへ向かう途中の靄に包まれた惑星帯付近で、ヤマトの航行を阻止するためにデストロイヤー艦13隻を率いて迎え撃ったが、反撃によって壊滅的打撃を受けながら辛くも生還した。後に第8打撃艦隊を率いてスカラゲック海峡星団へ赴き、シャルバート星の所在を知るルダ王女の身柄を巡って彼女を保護していたヤマトや、自らと同じくルダの身柄を確保しようとしていたグスタフ率いるガルマン・ガミラス艦隊と対峙することになる。ヤマトにはルダの引き渡しを強硬な態度で要求したが、これを拒否されたために戦闘へ突入した。しかし、「ボラー連邦からヤマトを死守せよ」とデスラーから命令を受けていたグスタフの特攻を受け、ガルマン・ガミラス艦隊諸共宇宙の藻屑と消えた。
ソビエト連邦がモデルとなっているボラー連邦の人間は（日本人のイメージで）ロシア語に近い名前を持つが、ハーキンスは英語に近い名前である。
ボローズ
声 - 池田勝
第12、13話に登場。ボラー連邦の流刑地であるバジウド星系第4惑星バース星の総督。部下に警備隊長レバルスがいる。頬のこけた顔に細い鼻梁が特徴。
指揮下にあるバース星艦隊がガルマン・ガミラス帝国艦隊に壊滅させられたため、元々ベムラーゼの心証は悪かった。それに加え、ヤマトが寄港した折には流刑囚による暴動の発生を阻止できず、ベムラーゼにヤマト乗組員の追撃を命じられるもこれにも失敗したため、バース星ごと抹殺される。
初期設定でのネーミングは「ボロゾフ」で、ロマンアルバムではこちらが表記されている。
漫画版
増尾隆之の漫画版（第1巻：ISBN 4257916346、第2巻：ISBN 4257916575）では、ベムラーゼの命令で宇宙空間からバース星へ惑星破壊プロトンミサイルを撃ち込む役回りとなっており、死亡しない。
リメイク版
声 - 滝知史
ヴィキルというファーストネームがつけられてる。外見は大幅に変更されており、肌の色が緑色になったほか、切れ長の鋭い目をした精悍な顔立ちになり、髪型はオールバックにしつつも前髪を何束か長く前に垂らす格好になっており、服装は丈の長いコートにロシア帽のような帽子になっている。
ボラー連邦永久管理機構からガルマン星に派遣されて総督を務めており、惑星の譲渡を申し入れてきたデスラーと、現地ガルマン星で対面した。その際、「盟友とは片腹痛い」と一蹴しガルマン人がつけている毒物を注入する首輪をデスラーに渡し服従を命じるが、デスラーの策略にはまりボラー艦隊は壊滅する。怒りに身を任せて首輪のスイッチを入れようとするが直後にデスラーに肩を撃たれ親衛隊に拘束された。その後、唯一残ったボラー連邦の航宙母艦が退去させられているのを見るに、ボラー連邦へ送還されたと見られる。
レバルス
声 - 西村知道
第12、13話に登場。バース星警備隊長で、ボローズの部下である。ヤマトの第一艦橋に直に入ったことのある数少ない異星人でもある。
バジウド星系への進入に続いてバース星に接近するヤマトへ威力偵察を行うが、ヤマトからの通信によりラムの恩人であることが判明したため、ヤマトに修理と食物採取、バース星への3日間の滞在を許可する。
バース星内のシャルバート信者の囚人たちによるヤマト占拠事件が発生した後、バース星の視察に訪れていたベムラーゼに命じられて囚人たちの処刑を始めたが、彼らとの約束を守るために出撃したコスモタイガーによって上空から射殺された。
初期設定でのネーミングは「バルスキー」で、ロマンアルバムではこちらが表記されている。
漫画版
増尾隆之の漫画版ではラム艦長の友人であり、古代にも友好的に振る舞う好人物として描写されている。囚人を虐待したり、射殺されるという描写は無いが、バース星の爆発時に脱出した描写も無いことから、爆発に巻き込まれて死亡したことがうかがえる。この漫画版でシャルバートの女性信者を古代の目の前で射殺した武官が、アニメ版でのレバルスに相当する。

#### バース星
ラム
声 - 木村幌
第2話から第6話まで登場。バース星の軍人で、バース星艦隊旗艦ラジェンドラ号の艦長。短い頭髪に太い眉毛ともみあげ、そして顔に刻まれた多数の皺が特徴。「戦う武人としての誇り」を大切にしている。
バース星がダゴン艦隊の進撃ルート上にあったため、ラムは艦隊を率いて再三ダゴン艦隊と戦火を交えていたが、敗退を重ねた末に旗艦ラジェンドラ号のみとなり、満身創痍で辛うじて太陽系の海王星付近へワープアウトし、偶然付近を航行中だったヤマトに支援を要請する。古代は藤堂平九郎と協議し、「滞在は24時間、機関の修理と水や食料の補給は認めるが、武器弾薬の修理補給は絶対に認めない」という、地球の中立に抵触しない条件で支援を行う。その不十分な支援にさえラムは深く感謝するが、そこへダゴン艦隊が追いつき、太陽系内でヤマトを巻き込んでの戦闘になる。その戦闘の最中、ラムは部下からヤマトを囮にしての逃走を進言されるが、ヤマトを巻き込んでしまったことに責任を感じ、ほとんどの武装を破壊された丸腰でありながらワープによる戦線離脱を選択せず戦い続ける。最後は古代たちに通信で別れを告げて息を引き取り、直後にラジェンドラ号も爆沈した。ラムの利を捨ててでも義を通す姿勢、そして部下たちもまた自らの命を捨ててそれに従う姿は、ヤマト乗組員に大きな感銘を与えた。
なお、ラム役を演じた木村幌は、「宇宙戦艦ヤマトシリーズ」ではナレーションや土方竜を演じたことで知られているが、この役を演じた約半年後に亡くなり、本作が遺作となった。

### シャルバート
ルダ
声 - 潘恵子
シャルバート星の王女で、正式には「ルダ＝シャルバート」。マザー＝シャルバート女王位の継承者。劇中では「ルダ王女」と呼ばれることが多い。
航海中にボラー連邦より捕らえられ、凍りついた星に見えた惑星ファンタムへ流刑にされたが、実際はファンタムの中心生命体に保護されていた。その後、ファンタムに降り立った揚羽武や土門竜介へ身柄を預けられ、ヤマトに搭乗することになる。超科学力を持つシャルバート星の所在を知る唯一の人物と見なされていたため、ガルマン・ガミラス帝国やボラー連邦にその身柄を狙われたが、ヤマトの断固たる態度でその身柄は無事にシャルバート星に届けられた。シャルバート星を治める長老とともにシャルバート王家の谷の墳墓に葬られた秘密の武器庫にヤマトクルーを案内し、恒星の核融合を制御できる超兵器「ハイドロコスモジェン砲」を提供した。揚羽を愛していたために別れを惜しんだが、マザー＝シャルバートとして人々の心の中に生きることを選び、マザー＝シャルバート女王位に「即位」し、ルダ・シャルバートとなった。太陽系内におけるボラー連邦との戦いにおいても異次元より出現した。太陽制御の成功後、古代から「戦いを放棄することを努力する」との旨を聞くと、ルダは「愛する揚羽の魂とともにシャルバート星へ帰る」との旨を告げ、去っていった。
準備稿では、シャルバートとは別に存在する「惑星サレムーン」の王女であり、ヤマトに救出された当初は記憶喪失で正体不明という設定だった。かつて母星が本作の地球と同じような恒星の核融合異常増進の発生によって失われ、そのショックで記憶喪失になっていたが、ヤマトとの旅の中で次第に記憶が戻り、太陽制御の方法発見へと繋がる。
マザー＝シャルバート
はるか昔に強大な科学力と武力によって銀河系を征服・支配していた星間国家シャルバートの女王で、それを崇めるシャルバート教における信仰の対象。「マザー＝シャルバート」を名自体は代々女王に受け継がれるものだが、劇中では黒いワンピースを着た細身の長身で、栗毛色の長い髪をもつ20代から30代前半の美しい女性の幻としてシャルバート信者の前に現れる。
長老
声 - 宮内幸平
第24話に登場。シャルバート星を治める長老。ルダ王女の帰還を心から喜んだ。
他のシャルバート人同様、徹底的な非戦闘主義で、ボラー軍の降下部隊の攻撃を受けても、丸腰で戦闘の中止を訴えるのみである。

### その他（TVアニメ 第3作）
巡礼宇宙船の長老
声 - 八奈見乗児
第19話に登場。シャルバートを求め、自作の宇宙船で宇宙を放浪するシャルバート信者の一行の長老。
ヤマトに二度救われることになり、ヤマトにシャルバートが加護を与えることを祈った。
コスモ生命体
声 - 島本須美

## 宇宙戦艦ヤマト 完結編
ナレーター
声 - 仲代達矢
ドラマ編レコード、カセットの追加録音分は山内雅人に変更されている。

### 地球人（映画 第4作）

#### ヤマト乗組員（映画 第4作）
沖田 十三
声 - 納谷悟朗
徳川 太助
声 - 古谷徹
加藤 四郎
声 - 神谷明
山崎 奨
声 - 寺島幹夫
坂巻 浪夫
声 - 安宅誠
ただし、台詞のある登場シーンは全てカット。髪型が若干変わっている。沖田艦長を敬礼で見送る場面で、コスモタイガーチームの制服に塗り間違えられている。
雷電 五郎
板東 平次
赤城 大六
仁科 春夫
坂巻を含む上記5名は、ヤマトを見送る場面とエンディングに登場する。
山木
コスモタイガー山木隊のパイロット。アクエリアスでの偵察飛行中に、接近するルガールの艦隊を発見した。
東田
西尾

#### その他の地球人（映画 第4作）
島 次郎
声 - 坂本千夏
避難船団が発進する中、大介とサッカーの練習をしている。これが兄との最後の練習となった。
水谷
声 - 小林修
駆逐艦冬月の艦長。冥王星会戦に参加し、戦闘後は自艦がヤマト以外で唯一の生存艦となったため、負傷者を収容させて地球に帰還する。
終盤では自爆計画を進めるヤマトからの退艦者を収容。退艦者の中に沖田の姿が無いことに動揺するが、古代の表情から沖田の決断を察し、艦を発進させる。
藤堂 平九郎
声 - 伊武雅刀
シリーズ初、制帽を被って登場し、ヤマトの新艦長とクルー達に勘違いされる。
参謀
声 - 筈見純
若い先任参謀と『さらば』以来馴染みの人物を含めた数名の参謀が登場する。
徳川 彦左衛門
声 - 永井一郎
徳川太助が見ている写真の声。
地球艦隊司令官
土星宙域において、ディンギル艦隊へ拡大波動砲の一斉発射による撃滅を試みるが、ワープで回避された直後にハイパー放射ミサイルの波状攻撃を受け、敗れる。
駆逐艦磯風艦長
声 - 田中康郎
冥王星海戦の最中、ハイパー放射ミサイルからヤマトを守るための盾となる。
冥王星基地司令官
設定画は存在するが、本編登場シーンはカットされた。

### ディンギル
ルガール
声 - 石田太郎
大神官大総統。神々の王に命令できるとされるルガール王家の長。
先祖が地球脱出の際、弱い者を押しのけて生き延びたことに影響された極端な弱肉強食の論理の持ち主で、力や強さを正義と信じて疑わない。「強い者こそが生き延びて未来を作ることができる」と信じている。元から高祖崇高は大きく、古来よりの伝統思想を維持する力も大きい。一方で、次男のディンギルの少年を誤って射殺してしまった時の戸惑いの表情には、地球人と同様に持ち合わせている親としての感情がさりげなく表現されている。また、長男のルガール・ド・ザールがヤマトとの雪辱戦に敗北した時には容赦なく見捨てて殺害しているが、命令を下す直前に複雑な親としての感情が表されている。後年では祖先が築いた価値観から抜け出せず、その祖先たちの罪を一身に背負った悲しい存在と評されている。
ディンギル星消滅を受け、都市衛星ウルクと機動艦隊を率いて父祖の地・地球を移住先として狙い、水惑星アクエリアスによって水没させることで、地球人類を絶滅に追い込もうと目論む。ウルクでの総力戦では騎兵軍団を自ら率い、ヤマトへの突撃を敢行する一面も見せている。この戦いによってウルクを失ったが、アクエリアスを地球の直近までワープさせることには成功し、自身は円盤プレ・ノアで岩石ロケットの艦隊を率いて脱出すると、ヤマトを艦隊で包囲して撃沈を目指すが、間一髪のところで救援に駆けつけたデスラー率いるガルマン・ガミラス艦隊によって艦隊を殲滅され、ルガール自身もデスラーが放ったデスラー砲によってプレ・ノアの中で断末魔の叫びを上げながら戦死した。
アーケードゲーム版『宇宙戦艦ヤマト』（1985年、TAITO）ではヤマトの波動砲の攻撃により死亡する。
名前の由来は明言されていないが、ディンギルの命名ベースとなっているシュメール文明には、王を指す称号として「ルガル」が存在する（シュメール#王権も参照）。
ルガール・ド・ザール
声 - 津嘉山正種
ルガールの長男で、太陽系制圧艦隊司令官。
消滅していくディンギル星から脱出した後、地球へ向かうヤマト（この時点ではディンギルからの認識は国籍不明艦）を発見し、「我らの前に立つ者は全て敵」というディンギルの弱肉強食の思想にもとづいてハイパー放射ミサイルで攻撃し、戦闘不能にさせて付近の惑星へ墜落させる。
ルガールに太陽系制圧艦隊司令官を任命され、奇襲攻撃で地球艦隊を全滅に追い込む際には、無防備な避難船を無警告で撃沈したり、攻撃にわざと間を空けて地球側が負傷者の救助へ取りかかったところを改めて襲うなど、地球側の良識を利用した戦法を用いている。冥王星会戦でもヤマト率いる地球艦隊に対して有利に戦い、ヤマトと駆逐艦「冬月」を除く地球艦隊の各艦を撃沈したが、勝利を目前にして波動カートリッジ弾による長距離砲撃により後方の補給基地として機能していた機動要塞母艦もろとも艦隊戦力の大半を失ってしまい、自身は座乗艦の巨大戦艦ガルンボルストと共に辛くも退却する。敗北をルガールに告げると最後のチャンスとしてヤマトを撃沈するよう命じられ、名誉挽回のために高官指揮用戦闘機ラルゴールムに搭乗し再び艦隊を指揮してヤマトを追いつめるが、今度は波動砲によって艦隊を再度全滅させられ、戦線を離脱する。最期はウルクへ逃げ帰ろうとしたところを父に見捨てられ、ウルクから発射されたニュートリノビーム防禦幕に搭乗していたラルゴールムが激突して断末魔の悲鳴を上げながら死亡した。
初期設定では「ルガールII世」（劇中のクレジットでもそのように表記されていた）や「ルガールJr.」という名前だった。
ディンギルの少年
声 - 伊倉一恵
ルガールの次男で、ド・ザールの弟。本名は不明で、各種資料では「ディンギルの少年」、劇中では「坊や」と呼ばれていた。
ガルマン・ガミラス本星付近からの無差別ワープでディンギル星付近へ出現したヤマトにより、大規模な洪水から救出された唯一のディンギル人。地球へ連れて行かれた後、アクエリアスのワープを阻止するために出航したヤマトへ密航する。艦内では佐渡の食料をつまみ食いしたり、雪に懐いていた。冥王星宙域では進んでヤマトの盾となって沈む地球の駆逐艦を見て、ディンギル人の教えには無かった自己犠牲の精神を知る。ウルクの神殿内で古代をコントロールシステムまで案内するが、ルガールと古代が銃を向けて対峙した際に古代をルガールの銃撃から庇い、「地球では、褒められることしたんだろ？僕。」と言い、古代に認められ安堵しながら息を引き取る。
ルガールの幕僚A、B
声 - 納谷六朗 (A)、戸谷公次 (B)
常にルガールの脇に付き従っている。Aは登場頻度が比較的多く、劇中ではロボットホースの待機場所へ向かう直前までルガールに付き従っていることが確認できるが、その後の動向は不明。
ルガール・ド・ザールの参謀長
声 - 島香裕、龍田直樹（ラジオドラマ版）
本編では登場シーンはほとんど無い。ラジオドラマ版ではヤマトを見て「アンティークな艦ではありませんか」と評している。
水雷艇パイロット
声 - 緒方賢一
水雷艇のパイロット。第一次避難船団の救援に駆け付けた地球防衛軍艦隊へ「発射」の号令と共に艇内のレバーを引き、ハイパー放射ミサイルを発射する。

### ガルマン・ガミラス（映画 第4作）
デスラー
声 - 伊武雅刀

### 水惑星アクエリアス
クィーン・オブ・アクエリアス
声 - 田島令子

## 宇宙戦艦ヤマト 復活篇
宇宙戦艦ヤマト 復活篇#登場人物を参照。

## YAMATO2520
YAMATO2520#登場キャラクターを参照。

## PS版・PS2版「宇宙戦艦ヤマトシリーズ」オリジナルキャラクター

### 地球人（ゲーム）
三木 幹夫
声 - 佐倉徹
PS版『さらば宇宙戦艦ヤマト 愛の戦士たち』に登場する冥王星基地よりヤマトへの援軍として送られてきた巡洋艦「すくね」の艦長。ゴーランド艦隊のミサイル攻撃からヤマトを庇い戦死する。物腰柔らかながら、闘志はヤマト乗組員にも劣らない第一級の宇宙戦士で「すくね」乗組員の信頼も厚い。その闘志と勇気、そして献身は先の見えない航海の中、様々な脅威にさらされるヤマトの助けとなった。
大山 歳郎（トチロー）
声 - 山寺宏一
PS2版『宇宙戦艦ヤマト イスカンダルへの追憶』『宇宙戦艦ヤマト 暗黒星団帝国の逆襲』『宇宙戦艦ヤマト 二重銀河の崩壊』に登場する天才技術者。真田や古代守と同期で、二人の親友でもある。
非常に奔放でマイペースな性格をしており、急ぎの状況下で眠いから寝るという信じられない行動をとることもある。また、言いたいことははっきり言うタイプでもある。
しかし、技術者としての腕は確かであり、『イスカンダルへの追憶』では長距離ワープ機関のヒントを与え、その作製も短時間で終えて見せたほか、『暗黒星団帝国の逆襲』では真田と共同で瞬間物質移送機を作り上げてもいる。
駆逐艦ゆきかぜを、無人駆逐艦ゆきかぜ・改に改造する。
なお、登場作品のパッケージ裏面には、「このゲームに登場する“大山歳郎”は、松本零士先生オリジナルのキャラクターです。」（原文ママ）と記載されている。
椎名 晶
声 - 三石琴乃
PS2版『宇宙戦艦ヤマト イスカンダルへの追憶』『宇宙戦艦ヤマト 暗黒星団帝国の逆襲』『宇宙戦艦ヤマト 二重銀河の崩壊』に登場するコスモタイガー隊の女性パイロット。坂本茂と同期。冷静沈着な性格で、お調子者な彼の突っ込み役でもある。訓練学校では北野と同じように複数の学科を受けており、非常に多才。
元々はレーダー手志望だったが、PS版『さらば宇宙戦艦ヤマト 愛の戦士たち』で、パトロール艦「うずしお」に勤務していた際に白色彗星帝国の襲撃からヤマトのコスモタイガー隊に助けられ、それがきっかけでパイロットに転属したという過去を持つ。
古野間 卓
声 - 大塚明夫
PS2版『宇宙戦艦ヤマト 暗黒星団帝国の逆襲』『宇宙戦艦ヤマト 二重銀河の崩壊』に登場する空間騎兵隊員。元は第一都市防衛師団所属だったが、古野間を含む2名を残して全滅する。その後、パルチザンに加わり、藤堂平九郎と参謀長を救出。以降は北野哲と共に、パルチザンの中心的存在となって戦う。
アルフォンが雪を利用して張った罠で仲間を失ったため、彼に対して強い憎しみを抱く。また、最終決戦時にアルフォンに致命傷を与えるのは古野間となっている。
宗像
声 - 石川和之
PS2版『宇宙戦艦ヤマト 暗黒星団帝国の逆襲』『宇宙戦艦ヤマト 二重銀河の崩壊』に登場する、パルチザン所属の空間騎兵隊員。ストーリーには深く関わらないが、『暗黒星団帝国の逆襲』では最終白兵戦ステージでプレイヤーキャラクターの1人として使用できる。

### ガミラス（ゲーム）
コルサック
PS版『宇宙戦艦ヤマト 遥かなる星イスカンダル』に登場。
シュルツの兄で、ガミラス銀河系侵攻軍第307哨戒艦隊（通称「コルサック艦隊」）の司令官。艦隊旗艦級戦艦バードラIIに乗って登場する。
弟によく似ているが、頭部や顎には戦傷があり、左眼にはレンズ式の義眼が埋め込まれている。デスラーを盲目的に崇拝していたシュルツとは異なり、戦士としての矜持が高く軍令違反も気にかけない老将である。
シュルツの命令で脱出したガンツから弟が勇敢に戦って死んだとの報告を受け、ガミラス軍司令部の許可も得ずに独断でオリオン宙域目前の大アステロイド帯でヤマトへの復讐戦を決行する。老兵ばかりの寄せ集め部隊である自艦隊を巧みに操り、戦闘の隙を突いて廃艦となったドメラーズ級試作型を自爆用に改造した艦でヤマトに接舷する。
その後、コルサックはあえて15分の猶予をヤマトに与え、「艦内の何処かにいる自分を探し当て爆破信管解除スイッチを奪ってみせろ」と挑戦状を叩き付ける。ヤマト側が特別攻撃隊を編成し、敵艦内にいるコルサックを探し当てて銃で倒すと、彼の右胸に仕込まれた爆破制御装置が破壊される。コルサックは潔く敗北を認め、弟の敵討ちよりもただ戦士として生涯を閉じたかったという胸中を語って死んだ。死に場所を得たコルサックとガミラスの老兵たちは、墓標と化した自爆艦と共に宇宙のどこかへと消えていった。
なお、肌の色に関しては、青色に修正されたシュルツと同様、ガミラス人らしい青色となっている。

### 暗黒星団帝国（ゲーム）
クーギス
声 - 麦人
PS2版『宇宙戦艦ヤマト イスカンダルへの追憶』に登場。
恒星エネルギー資源採掘艦隊・第二四師団左翼艦隊指揮官。階級は大佐。ルーギスの弟で、兄とは共に頭髪の無い爬虫類のような容貌で、一卵性双生児のように同じ顔。また、傲慢で好戦的な性格も同じである。
左翼艦隊旗艦エルドラBに乗艦し、戦争エネルギー資源確保のために暗黒原子星へアルファ星ベテルギウスのエネルギーを吸い込ませていた。そのまま採掘を続けていくとベテルギウスが超新星爆発（ハイパーノヴァ）を起こし、500年後には太陽系が壊滅的な打撃を受けてしまうため、ヤマトからは採掘を中止するよう打電されるが、これを無視して右翼艦隊と共にヤマトを攻撃する。しかし、ヤマト側の反撃によりルーギスを倒され、撤退する。兄の仇を討つために七色星団で機動部隊を率いてヤマトに再び挑むが、兄への詫びを最後の言葉として倒される。
ルーギス
声 - 大塚周夫
PS2版『宇宙戦艦ヤマト イスカンダルへの追憶』に登場。
恒星エネルギー資源採掘艦隊・第二四師団右翼艦隊指揮官。クーギスの兄。弟と共にα星で恒星エネルギー資源を採掘していたところ、その停止を求めてきたヤマトに攻撃をしかけるが、返り討ちに遭う。
ミヨーズ
声 - 堀川りょう
PS2版『宇宙戦艦ヤマト 暗黒星団帝国の逆襲』に登場。
地球侵攻軍第二特務艦隊司令。階級は大佐。幼さの残る少年のような容貌をしているが、極めて冷徹な頭脳の持ち主である。原作『ヤマトよ永遠に』でのカザンの役割を一部引き継ぎ、ヤマトを追撃する立ち回りになる。切れ者過ぎるために「使えん部下」へ溜息を吐くことが多いのが特徴。戦闘における執念深さについては、グロータスから「一番敵に回したくない男」と怖れられるほどであった。
カザンの命を受け、小惑星イカルスから発進したヤマトを捕捉すべく追撃艦隊を率いて登場。ヤマトがデザリアム星へ向かうことを察知すると先回りし、ワープ航路予測地点に設置した空間歪曲干渉装置での罠を仕掛けるなど、狡猾な手腕を見せる。この装置によってショックカノンの衝撃波が歪曲したうえに波動エンジンの出力低下で波動砲も使用不可になり、ヤマトは窮地に陥るが、波動エンジンを2基搭載するしゅんらんの拡散波動砲で危機を脱する。作戦が敗れたと察知したミヨーズは速やかに撤退するが、その作戦指揮能力の高さはヤマトクルーに驚異を抱かせるほどであった。一方、中間補給基地司令のグノンとは折り合いが悪く、「ヤマトは自分の獲物」というこだわりからヤマトの包囲網突破を彼へ連絡しなかったため、グノンは事前情報を何も与えられずヤマトと交戦して敗れる結果となった。
ヤマトとの2度の戦闘を経た後、浮遊要塞部隊のグロータス総司令官の作戦に従い、ヤマトを暗黒星雲中心の超巨大ブラックホールのシュバルツシルト面の内側へ叩き落とそうとするが失敗し、窮地を鑑みてグロータスへ救援要請を試みるが黙殺されたため、捨て駒にされたことを悟る。最後は不利を承知でヤマトへ砲雷撃戦を挑んで敗北し、爆沈していく旗艦ガリアデスと運命を共にした。なお、旗艦の爆発前には部下達全員を脱出させてから溜息を吐いて微笑むなど、部下思いの一面を見せた。
グノン
声 - 山下啓介
PS2版『宇宙戦艦ヤマト 暗黒星団帝国の逆襲』に登場。
地球侵攻軍中間補給基地司令を務める、壮年の指揮官。階級は大佐。同階級で若年のミヨーズとは折り合いが悪い。そのため、ミヨーズからヤマトの包囲網突破の報告を受けられずに交戦データも引き渡されなかったうえ、ヤマト艦載機によるドック内の奇襲攻撃を見抜けず、停泊中の艦船72隻のほぼ全てを失ってしまう。
その後、基地周辺に待機していた艦隊をヤマト艦載機の追撃に向かわせて基地防備を手薄にするという愚行を重ね、基地に設置された対艦ミサイルとレーダー索敵範囲外からの超射程砲撃が可能な狙撃戦艦5隻で応戦するが、全滅させられる。最後は、砲撃の流れ弾が被弾した影響で動力炉が誘爆した基地と共に爆散した。
サーグラス
声 - 富田耕生
PS2版『宇宙戦艦ヤマト 二重銀河の崩壊』に登場。
近衛軍黒色艦隊総司令官。階級は准将。毛髪が珍しい暗黒星団人の中でも、特に珍しい頬髯を生やしており、無骨な古強者という容貌の武将。また、その性格も古武者然としている。
僚友のグロータスの仇であるヤマトを執拗に狙い、α砲搭載戦艦4隻と戦闘空母「ドムドーラ」を主力とする艦隊でヤマトに決戦を挑むが、敗北する。仇を討つどころか、さらに多くの部下を戦死させたことに強く自責の念を持つため、ヤマトへ特攻しようと考えるが、上司のサーダに説得されて思い留まる。
後にサーダから無限ベータ砲を搭載したグロデーズを与えられてヤマトとの再戦へ向かい、無限ベータ砲対波動砲という艦首砲同士での決戦に及ぶが、発射直後に回避運動を取ったヤマトが第三艦橋を失うに留まったのに対してグロデーズは直撃を受けて爆沈したため、サーグラスも戦死した。

## SPACE BATTLESHIP ヤマト
SPACE BATTLESHIP ヤマト#登場人物を参照。

## キャスティング協力
『宇宙戦艦ヤマト』では青二プロダクション、テアトル・エコー、その他の3社の事務所でキャストを担当していた。
『新たなる旅立ち』からの新登場キャラクターはエコーの協力が外れ、エンディングのテロップに「協力 青二プロ」と出るようになったが、『完結編』では青二プロも新キャラクターを担当しなくなっている。『復活篇』ではサラエンターテイメント、アクロス エンタテインメントの2社が担当した。